# Región Sur de Brasil
La región Sur de Brasil está formada por tres estados: Paraná, Río Grande del Sur y Santa Catarina. Su área es de 576.409,6 km² (6,76 % del territorio brasileño y equivalente a la mitad del área de Bolivia, o casi la suma de los territorios de Paraguay y Uruguay) y su población es de 27 384 815 habitantes (2010). Limita con los estados de São Paulo (al norte y nordeste) y Mato Grosso del Sur (al norte y noroeste), el océano Atlántico (al este), la República Argentina (al oeste), la República del Paraguay (al oeste) y la República Oriental del Uruguay (al sur). La Región Sur corresponde, en el sentido más amplio del término, a la parte noreste del Cono Sur.
Extraoficialmente, desde 1967 a la Región Sur se la incluye, según una opinión de División geoeconómica de Brasil, en una llamada Centro-Sur.
La región Sur presenta buenos índices sociales en varios aspectos: posee el mayor IDH de Brasil, 0,861, y el segundo mayor PIB per cápita del país, 18.257,79 reales, atrás solo de la Región Sudeste. La región tiene también el más alto índice de alfabetización de las regiones de Brasil (y uno de los más altos de América), 94,8 % de la población, el mayor índice de longevidad y el menor índice de mortalidad infantil. Sus indicadores semejantes a los de los países de la Europa del Este.
De sur a norte, los estados que constituyen la región Sur son, respectivamente: Río Grande del Sur, Santa Catarina y Paraná. El más extenso es Río Grande del Sur con 282 062 km²; seguido por Paraná con 199 307,9 km² y Santa Catarina con 95 442,9 km².
Las diez ciudades más pobladas de la región son: Curitiba (Paraná - 1.764.540), Porto Alegre (Río Grande del Sur - 1.413.094), Joinville (Santa Catarina - 520.905), Londrina (Paraná - 511.278), Caxias do Sul (Río Grande del Sur - 441.332), Florianópolis (Santa Catarina - 427.298), Maringá (Paraná - 362.329), Pelotas (Río Grande del Sur - 328.864), Canoas (Río Grande del Sur - 325.188) y Ponta Grossa (Paraná - 314.527).

## Historia

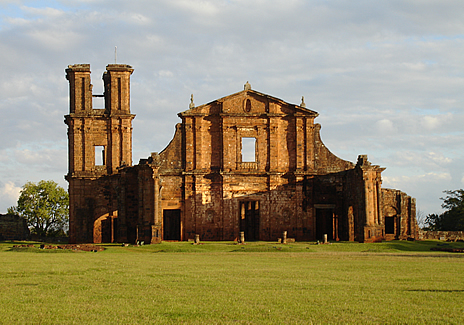
Ruinas de São Miguel das Missões.

Los primeros habitantes de la región Sur fueron los indígenas, destacándose el dominio guaraní. Luego, desde el siglo XV, el área, que matemáticamente se ubica al oeste del meridiano de la Línea de Tordesillas; es decir, el área en que Portugal reconocía sus límites occidentales brasileños con los territorios orientales hispanos, fue colonizada y disputada por España y Portugal. Así, la colonización europea inicial correspondió a España, ya que el territorio se ubicaba al oeste de la Línea de Tordesillas, por lo que los españoles fundaron legítimamente ciudades en La Guayrá (parte de los actuales estados de Paraná y Santa Catarina) y en la costa, como es el caso de San Francisco de Mbiaza.
En 1626 llegaron los padres jesuitas españoles para catequizar a los indígenas y fundaron aldeas denominadas misiones o reducciones, muchas de las cuales transformaron en muy prósperas ciudades bajo el protectorado español tales reducciones ya fueran ciudades o ya fueran aldeas poseían en su entorno grandes extensiones jurisdiccionales en las cuales se criaban abundantes ganados de origen europeo (vaquerías y abundante yerba mate e incluso vides trasplantadas desde la Europa Mediterránea especialmente para hacer vino de misa, tales extensos territorios (en muchos casos bastante más extensos que reinos europeos coetáneos) fueron llamados estancias y luego por la historiografía estancias jesuíticas. Ya en el siglo XVII, los indígenas que habitaban las misiones criaban ganado de origen europeo (vacunos, equinos, ovinos y, en menor medida, caprinos), es decir, se dedicaban a ganadería, tras las enseñanzas de los jesuitas, para esa época ganadería intensiva; trabajaban en la agricultura y aprendían diversos oficios (desde ser excelentes artesanos en la talla de madera a ser también excelentes artistas especializados en música, pintura y escultura). Los bandeirantes, blancos descendientes de portugueses, y algunos mestizos originarios de São Paulo llamados mamelucos atacaban las misiones para aprisionar a los indígenas cristianizados y súbditos de España. Ante esto, tras violentas guerras no declaradas, los jesuitas y los indígenas se vieron forzados a abandonar gran parte del territorio a los portugueses y caboclos lusobrasileños y el ganado quedó suelto por los campos. Tras la invasión lusobrasileña facilitada por la falta de límites claro durante el período de Unión de las Coronas española y portuguesa muchos paulistas transgrediendo el Tratado de Tordesillas fueron lentamente estableciéndose en el litoral de Santa Catarina y Paraná. Tras la española villa de San Francisco de Mbiazá, ellos fundaron los primeros pueblos en el litoral que era reclamado por España.
Los paulistas se interesaron también por el comercio del ganado. Los llamados tropeiros, comerciantes de ganado, reunían animales criados y esparcidos por los campos utilizando la Ruta del ganado. Comerciantes paulistas empleando a los arrieros gauchos llevaban los animales para vender en las ferias de ganado, en la actual ciudad de Sorocaba. En el camino por donde las tropas pasaban surgieron pueblos. Los tropeiros imitando a los jesuitas españoles quienes habían establecido las primeras estancias también organizaron los territorios que ocupaban como estancias, o sea, haciendas de creación de ganado.

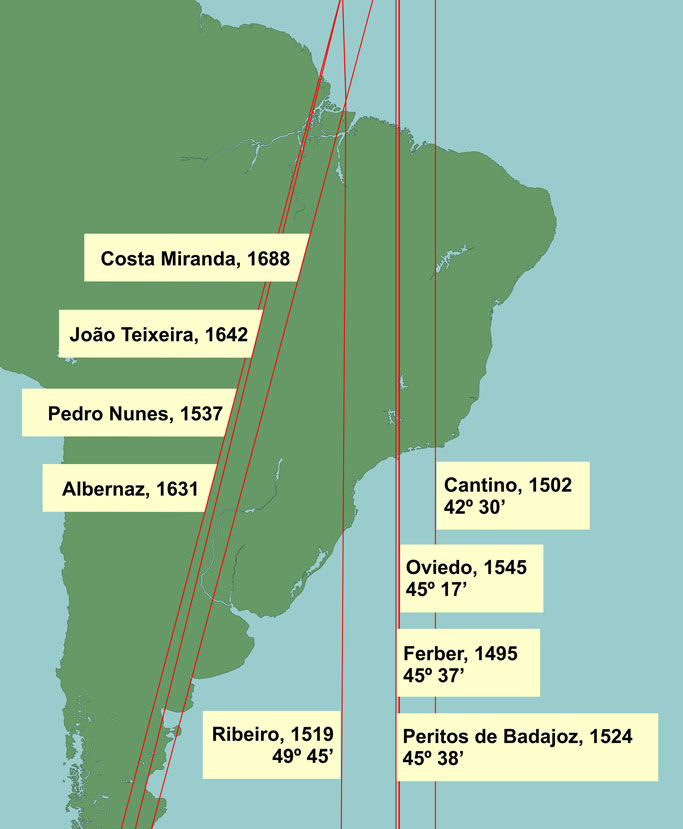
La Línea de Tordesillas según diversos cartógrafos. Notar como los portugueses (y luego brasileños) "inclinaban" desde las bocas del río Amazonas hacia el Oeste el meridiano de Tordesillas ya que en sus mapas las bocas del Río de la Plata y del Estrecho de Magallanes eran "corridas" varios cientos de km hacia el Oeste y Sudoeste para que tales puntos estratégicos, en la navegación global y especialmente con destino al Asia, aparecieran como parte del Imperio portugués y luego del brasileño.

Para mantener las estancias que habían sido creadas por los paulistas y otros lusobrasileños, el gobierno portugués mandó construir fuertes militares en la región, especialmente en el litoral. A vuelta de los fuertes surgieron pueblos. Durante muchos años, los portugueses y los españoles lucharon por el dominio de tierras del Sur (sureste de América del Sur). Las luchas continuaron y solo fueron parcialmente resueltas con la firma de tratados, como el Tratado de Madrid (1750) y el Tratado de San Ildefonso (1777). Esos tratados determinaron los límites de las tierras localizadas en el sur del Brasil. Las misiones jesuíticas españolas en La Guayrá, las Misiones Orientales y en general grande parte de la región fue espacio en el siglo XVIII para la Guerra Guaranítica al resistirse los indígenas civilizados, entre cuyos líderes se destacó José Sepé Tiarayú y los jesuitas a pasar al poder portugués.
Tras la independencia de Brasil parte del territorio fue campo de batalla en la Guerra argentino-brasileña (1825-1828) acerca del dominio de la región del actual Uruguay. A esta guerra le siguió la Guerra de los Farrapos (1835-1845) por la independencia de la República Riograndense contra el gobierno imperial de Brasil, guerra que se extendió a la llamada República Juliana en los actuales Santa Catarina y Paraná. Entre 1864 y 1865 durante la Guerra del Paraguay algunos sitios como São Borja y Uruguayana fueron sedes de algunas de las más sangrientas batallas.

Entre 1893 y 1895, la región Sur fue sede de la Revolución Federalista, cuyo epicentro fue también la Campaña riograndense y que fue crudelísimamente reprimida por las tropas brasileñas. Tuvo como suceso principal el asedio de la ciudad de Lapa en Paraná.

Al iniciarse el siglo XX, la zona limítrofe de las Misiones argentinas fue litigada con Brasil, por lo que 30 000 km² quedaron en poder del Brasil tras el laudo estadounidense del presidente Grover Cleveland. Pocos años después, esa región y las zonas fronterizas entre los estados de Paraná y Santa Catarina fueron lugar de la llamada Guerra del Contestado.
Durante los años 90 surgieron movimientos separatistas en la región. En Laguna, el 18 de julio de 1992, se creó el movimiento secesionista O Sul é o Meu País («El Sur es mi País»), que busca mediante la vía democrática y plebiscitaria la separación de la región Sur de Brasil con el objetivo de formar un nuevo país. El movimiento tiene como referentes tanto a la República Juliana como a la República Riograndense. Asimismo, existe otro movimiento, Movimento pela Independência do Pampa («Movimiento por la Independencia de la Pampa»), formado en 1990, que también busca la separación del Brasil.
No obstante, si bien continúan activos para algunos, la posición separatista es claramente minoritaria.

## Poblamiento indoamericano
Inicialmente, la zona parece haber estado poblada por lágidos y luego por yes, habitando en el norte de esta región principalmente los Káingang y Xoclengue; en el sur, los pampidos como los Charrúas; en el centro, los llamados Tapés (o "patos"); en el litoral atlántico, los Arachanes; y en las orillas del río Uruguay, los Yaros y Minuanes. 
Todos estos pueblos tenían un modo de vida cazador-recolector (incluyendo la pesca); los pueblos que vivían en las regiones boscosas y selváticas obtenían una parte importante de su dieta de las nueces del pino Paraná y del koro (un gusano mantecoso comestible que crece en los troncos de los árboles), mientras que los que vivían más al sur en la zona de gramados, campos y pampas obtenían gran parte de su energía alimentándose de la entonces muy abundante caza menor y mayor y, los pueblos que vivían en las costas del océano o de las grandes lagunas o en las riberas de grandes ríos obtenían buena parte de su dieta mediante la prolífica pesca. 
Desde el siglo XV predominó la etnia y la cultura de los guaraníes, que aunque mantenían un modo de vida cazador-recolector, también invertían gran parte de su economía en la horticultura y así en una incipiente agricultura de roza (que les impulsaba a la constante expansión territorial en busca de más tierras agrícolas) basada en la mandioca, el casabe y el abaty o maíz.

## Poblamiento europeo
Desde mediados del siglo XIX y durante todo el siglo XX esta región ha recibido una gran inmigración, principalmente europea. Además de los españoles de San Francisco de Mbiazá quienes en gran medida dieron origen a la etnia mixogénica de los Guayanas establecida desde el siglo XVI en gran parte del territorio que ahora corresponde a los estados de Paraná y Santa Catarina; los colonos españoles y los jesuitas españoles introdujeron la ganadería, especialmente de vacunos y equinos lo cual produjo en pocas décadas una nueva y gran riqueza para la región que fue incluida en las llamadas Vaquerías del Mar y -aparte de la búsqueda del casi inexistente oro y las piedras preciosas- atrajo la codicia de los lusobrasileños en pos de esclavos y del abundante ganado "cimarrón". Así, los inmigrantes europeos que prosiguieron a los españoles fueron los portugueses de Azores (población de habla dialectal portuguesa, aunque en ese entonces con mucha gente procedente de los Países Bajos, Flandes e incluso las islas británicas) a fines del siglo XVIII. Después, en el siglo XIX, llegaron principalmente alemanes e italianos. Otros grupos (sirios, libaneses, polacos y japoneses) también buscaron la región para vivir. Los inmigrantes fundaron colonias que se hicieron ciudades importantes.
Las tierras del norte y oeste del Paraná y del oeste de Santa Catarina fueron las últimas regiones a ser pobladas. El norte de Paraná fue poblado con la creación de colonias agrícolas financiadas por una compañía inglesa. Personas de otros estados de Brasil y de más de 40 países vinieron para la región trabajar como colonos en el cultivo de café y de cereales. En el oeste de Santa Catarina se desarrollaron la ganadería, la explotación de la hierba mate y de madera. A partir de los años 70, con la excesiva subdivisión de propiedades por herencia que resultaba en minifundios poco viables y el agotamiento del suelo en algunas áreas de Río Grande del Sur, además de la inundación de tierras del oeste de Paraná para la construcción de la represa de Itaipú, comenzó un flujo de salida de gauchos y paranaenses hacia otros estados, en especial hacia el Centro-Oeste brasileño.

### Historia de la inmigración
Tras los intentos de establecimiento español entre los siglos XVI y XVIII, ocurridos principalmente en La Vera-Mbiazá (por ejemplo, la villa de San Francisco de Mbiazá), luego La Guayrá y luego El Tapé o Misiones Orientales; el Imperio portugués, aliado menor del imperio inglés, intentó por todos los medios extenderse hasta controlar las costas americanas (entonces llamadas Indias Occidentales) que llegan al Cabo de Hornos para poseer el dominio del paso naval hacia el océano Pacífico (en esa época llamado "Mar del Sud") y desde allí hacia las Indias Orientales; los portugueses violando la Línea de Tordesillas llegaron a controlar a toda la Banda Oriental cuando se establecieron en la Colonia del Sacramento exactamente frente a la entonces aldea que devendría en la actual capital argentina: la ciudad de Buenos Aires.
Entre 1748 y 1756, seis mil (población enorme para esa época) azorianos llegaron enviados por el imperio portugués a la región del Sur disputada con España. Los azorianos o azorenses componían más de la mitad de la población de Río Grande del Sur y Santa Catarina en el siglo XVIII.
La reacción del Imperio español: con una expedición comandada por Pedro de Cevallos en 1777 logró recuperar para el mundo hispano casi toda la Banda Oriental (incluyendo todo Río Grande, las costas e islas de Santa Catarina y el actual estado de Paraná); que en ese momento fueron parte del español Virreinato del Río de la Plata; pero, poco después, por diversos tratados en los cuales Portugal aliado con Inglaterra aprovechaba la debilidad económica del Imperio español, los lusobrasileños paulatinamente llegaron a reocupar gran parte de los territorios en litigio; en 1800, prácticamente toda la Banda Oriental excepto zonas que se mantuvieron bajo el gobierno español de Montevideo y en 1820, tras la Invasión Luso-brasileña toda la Banda Oriental e inclusive partes de la Mesopotamia argentina. Esta situación de expansionismo lusobrasileño provocó en 1825 la Cruzada Libertadora de los Treinta y Tres Orientales y la consiguiente guerra argentino-brasileña que significó: la efímera recuperación por parte de Argentina de las Misiones Orientales; el intento desde el gobierno federal argentino ejercido por Manuel Dorrego para la creación de la República de San Pedro del Río Grande; en efecto un recurso fue intentado por Dorrego, tratando con los caudillos gauchos Bento Gonçalves da Silva y Bento Manuel Ribeiro, con el objetivo de crear la República de San Pedro del Río Grande – antecedente de la República Riograndense – e incluso logró que dos de los jefes –Friedrich Bauer y Anton Martin Thym– de las tropas mercenarias alemanas que servían al Brasil intentaran la creación de una república en Santa Catarina. Las derivaciones de estos hechos son conocidas en Brasil como la Revuelta de los Mercenarios. (aproximadamente los actuales estados de Río Grande del Sur y Santa Catarina) que, era la intención, tendría como uno de sus gobernantes a Friedrich Bauer, y entre 1825-28 la reunificación con Argentina de la Provincia Oriental; sin embargo todo esto concluyó (tras las presiones inglesas, como, por ejemplo, la coactiva misión de John Ponsonby en Argentina) con la creación del estado tapón denominado Estado Oriental del Uruguay separado de Argentina y, supuestamente de Brasil, y la reocupación por parte de Brasil de todos los otros territorios disputados excepto la mayor parte de la Mesopotamia argentina.
A la inmigración europea se deben, entre otros, muchos rasgos culturales y económicos como los de la ganadería (en especial la basada en vacunos) y el cultivo de la vid, que ha generado una importante viticultura y vinicultura. La región también es una importante productora de cervezas.

### Inmigración alemana

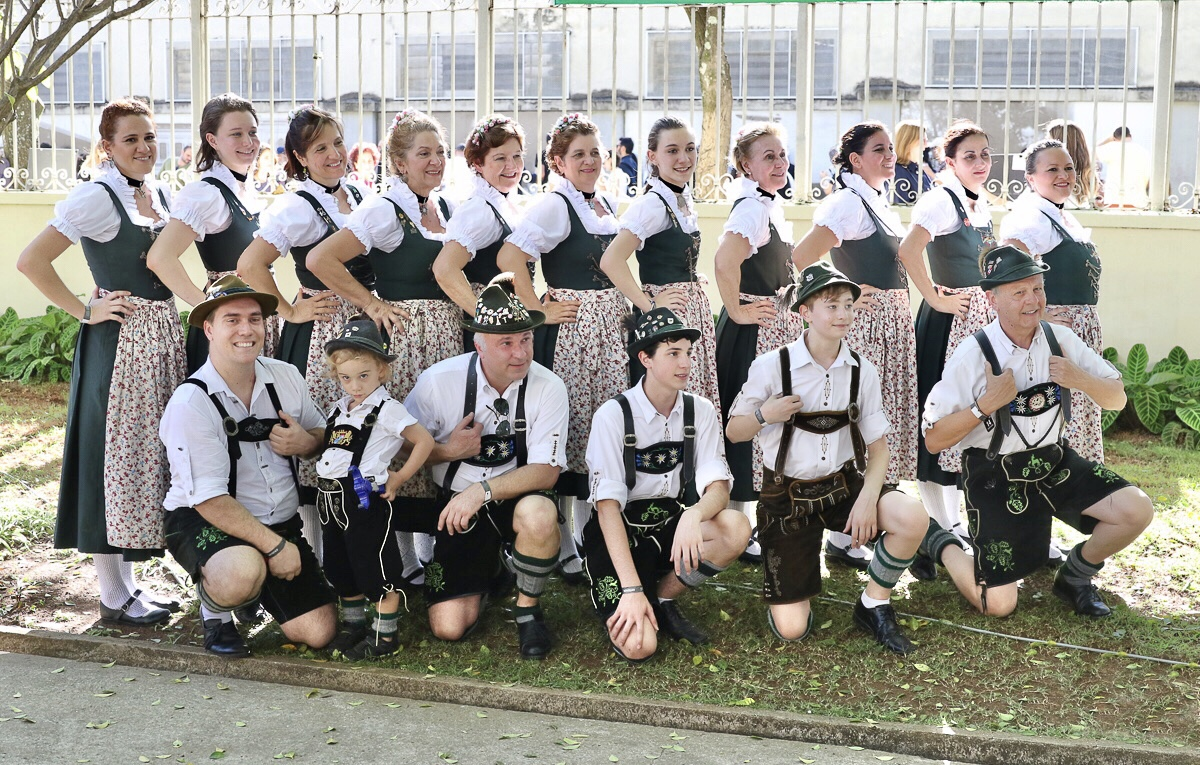
22a Fiesta de Inmigrantes

Los primeros alemanes llegaron a Brasil poco después de la independencia de Portugal en 1822. Los colonos procedentes de Alemania fueron llevados a trabajar como pequeños agricultores porque había muchas propiedades de tierra sin trabajadores. Para atraer a los inmigrantes, el gobierno brasileño les había prometido grandes extensiones de tierra para instalarse con sus familias y colonizar la región. Los primeros inmigrantes llegaron en 1824 y se instalaron en la ciudad de São Leopoldo. Durante los siguientes cinco décadas, otros 28 000 alemanes fueron a Río Grande para trabajar como los pequeños agricultores en el campo. En 1914, se estima que 50 000 alemanes se habían establecido en el estado.
En Santa Catarina, la mayoría de los inmigrantes alemanes no fueron traídos por el gobierno brasileño, sino por grupos privados que promovieron la inmigración de europeos a las Américas, como la Hamburg Colonization Society. Estos conjuntos crearon comunidades rurales o colonias de inmigrantes, muchas de las cuales se desarrollaron en grandes ciudades, como Blumenau y Joinville, mayor ciudad de Santa Catarina.
Un número considerable de inmigrantes de Alemania llegaron a territorios del actual estado de Paraná durante la década de 1870; la mayoría procedía de Santa Catarina o eran alemanes del Volga que venían desde Rusia.

### Revolución de los harapientos
La Guerra o Revolución de los llamados por el imperio brasileño "farroupilha" (harapientos o andrajosos) en realidad fue la guerra brasileña, tras la Guerra Argentino-brasileña, contra la consolidación de un Estado soberano republicano levantamiento en el Sur, especialmente en Río Grande y en Santa Catarina ) en 1835 los independentistas, encabezados por los generales Bento Gonçalves da Silva y Antônio de Souza Netto , con el apoyo del guerrero italiano Giuseppe Garibaldi, una de las causas económicas de este conflicto se debió a que el imperio brasileño llegó a comprar charque (carne bovina seca y salada), a precios más baratos desde el (satélite del imperio brasileño) Estado Oriental del Uruguay e incluso desde la Confederación Argentina , que tuvo libre acceso al mercado brasileño mientras que el charque de los gauchos sudenses tuvo que pagar altos impuestos dentro de Brasil. El revolucionario italiano Giuseppe Garibaldi se unió a los rebeldes en 1839; con su ayuda la revolución se extendió a través de Santa Catarina , en la frontera norte de Río Grande del Sur. Después de muchos conflictos, en 1845 las negociaciones de paz terminaron con la guerra. Aunque atribuir la sangrienta guerra entre los independentistas del Sur y el Brasil solo al tema del costo del charque sería una sobresimplificación, ya que existían motivos culturales mucho más profundos (incluso históricos) para que existan tan relevantes diferencias.

### Revolución Federalista

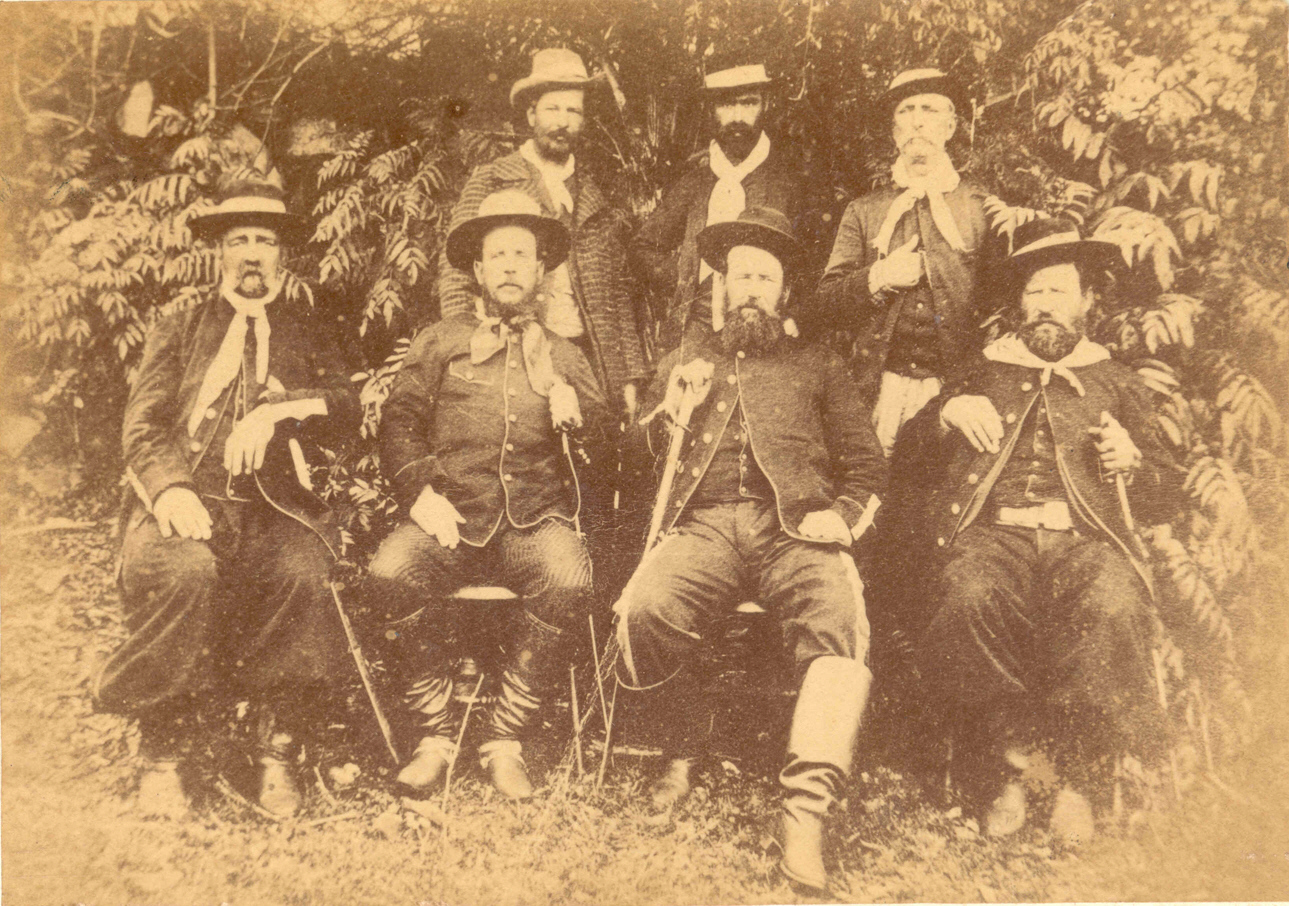
Comandantes gaúchos en la Revolución Federalista a 1893 1895.

Tras la eufemísticamente denominada "pacificación" del Sur durante la Revolución Federalista (1893-1895), en la cual abundaron crímenes de lesa humanidad por parte del gobierno brasileño, Brasil pasó a controlar el Sur.

### Inmigración italiana
Los inmigrantes italianos comenzaron a llegar en 1875; en su mayoría eran campesinos del Véneto, en el norte de Italia (aunque también de otras regiones del norte italiano como el Trentino y la Lombardía) atraídos para obtener sus propias tierras y poblar el Sur. La mayoría trabajaban como pequeños agricultores, cultivando principalmente uvas en la Sierra Gaúcha. La inmigración masiva italiana a la región duró hasta 1914, con un total de 100 000 italianos que se asentaron en este período, principalmente en el estado de Río Grande del Sur, así como en Santa Catarina y Paraná.
En 1898, había 300 000 personas de origen italiano en Río Grande del Sur; 50 000 en Santa Catarina y 30 000 en el estado de Paraná. Hoy en día, sus descendientes suman 9,7 millones y conforman el 35,9 % de la población.

## Población y características culturales
| Estadísticas étnicas en el Sur de Brasil (2006) | Estadísticas étnicas en el Sur de Brasil (2006) |
| ----------------------------------------------- | ----------------------------------------------- |
| Blancos                                         | 79,6 %                                          |
| Mestizos                                        | 16 %                                            |
| Negros                                          | 3,6 %                                           |
| Indígena y Mongoloides                          | 0,7 %                                           |

La esperanza de vida de los habitantes de la región Sur es de 74,68 años - la mayor entre las regiones de Brasil.
La región Sur es la más pequeña en superficie territorial del Brasil y la segunda más desarrollada, ocupa cerca de 7 % del territorio brasileño, pero por otro lado, su población es dos veces mayor que el número de habitantes de las regiones Norte y Centro-Oeste. Sus 27.384.815 habitantes el 2010 representan una densidad demográfica de 47,59 hab./km², dos veces más grande que la de Brasil. Con un desarrollo relativamente igual en los sectores primario, secundario y terciario, esa población pues, presenta los más altos índices de alfabetización registrados en Brasil, lo que explica el desarrollo social y cultural de la región.
La región, como es típico del Cono Sur tiene una elevadísima tasa de urbanización (82 %) y varias de sus ciudades se caracterizan por su planificación urbana, ejemplos de ello son Curitiba y Maringá. Es alto el estándar de vida, con el mayor IDH 0.859 (2007) si se lo compara con otras regiones de Brasil, y posee el segundo mayor más alto índice de ingresos per cápita U$D 13 396/año en el 2010 , solo relativamente superado por la región sureste y de la misma por zonas de concentración económica como la de Sao Paulo (con la diferencia que en El Sur al predominar la clase media urbana y rural es mucho menor el índice de pobreza e indigencia que en otras regiones actuales de Brasil, ya que en casi todo Brasil, como por ejemplo en la región Sudeste aunque pueden existir altos PBI los mismos están muy diferenciadamente redistribuidos existiendo en tales regiones ajenas al Sur elevadas concentraciones de riqueza en pocas personas, algo que prácticamente nunca ha ocurrido en el Sur. El alfabetismo de la Región Sur es elevadísimo, siendo muchos de sus habitantes nativos políglotas (además del portugués muchos hablan italiano o lenguas de Italia como el véneto, español o una mezcla de este y portugués llamada portuñol, alemán, polaco, japonés, chino, etc.). 

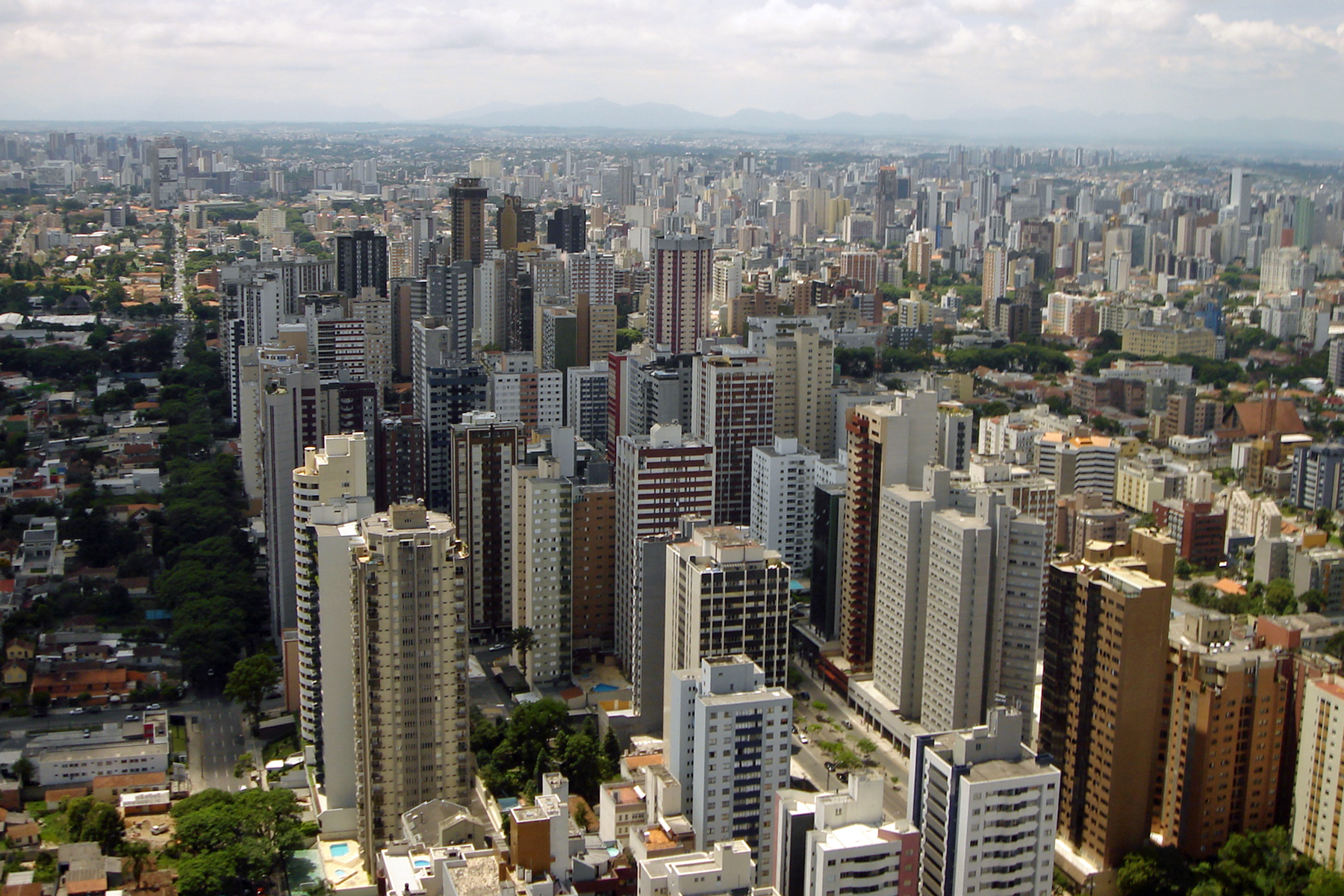
Curitiba, capital del estado de Paraná y ciudad más poblada de la Región Sur de Brasil.

Al igual que en el resto de Brasil, el idioma oficial y el primero de la población es el portugués. En gran parte de la Región Sur aún se hablan dialectos de origen alemán e italiano. De estos, los predominantes son el hunsrückisch y dialectos del bajo alemán y del alemán del Volga, así como una variante del idioma véneto llamada en Brasil talian. Estas lenguas se hablan como lenguas caseras, principalmente en los estados de Río Grande del Sur y Santa Catarina. También es importante el influjo español, particularmente en las fronteras con Argentina y Uruguay, donde se habla portuñol. En las principales ciudades de Río Grande del Sur y en Curitiba existen comunidades de hablantes de yiddish. En el norte de la Región, tal como ocurre en el estado de Paraná, también se encuentra una importante cantidad de hablantes de japonés. En la zona aneja a Ponta Grossa se encuentran hablantes de neerlandés. Hay también importantes colectivos de hablantes de polaco y ucraniano, especialmente en zonas del estado de Paraná.
Un gran número de los habitantes de la región son descendientes de europeos, principalmente de italianos, portugueses, alemanes, polacos y ucranianos; también es importante la presencia de descendientes de japoneses en el estado de Paraná.
En las ciudades fronterizas con activo tráfico mercantil (Chuy, Triple frontera etc.), desde inicios y especialmente desde mediados del siglo XX, se han establecido importantes poblaciones procedentes de Siria, Líbano, China (incluso Taiwán) y Corea.

## Relieve (y su relación botánica)

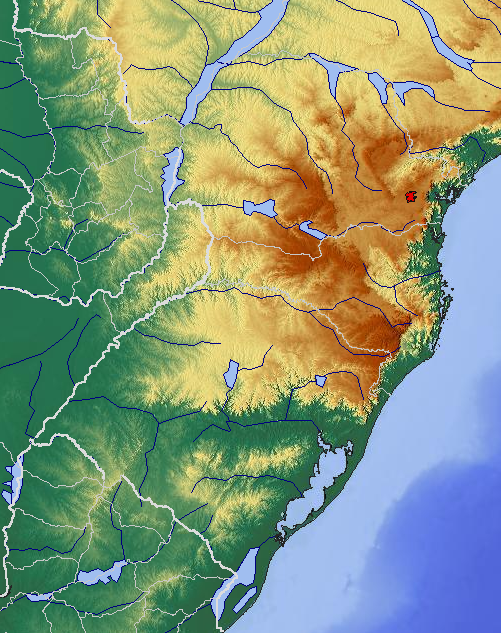
Mapa geomorfológico del Sur de Brasil, la provincia argentina de Misiones, parcialmente la de Corrientes y extremos orientales de las provincias de Formosa y Entre Ríos, gran parte de Uruguay y todo el Paraguay oriental.

Orográficamente, la región Sur posee en su zona sur zonas llanas y suavemente unduladas de baja altitud como la llamada Campaña del Río Grande inmediatamente austral al extenso amplio y profundo aunque poco visible (a simple vista) valle que se extiende de oeste a este (desde el río Uruguay hasta el océano Atlántico) y que en su valle de falla corresponde al de los ríos Ibicuy y Yacuy; Al sur del valle Ibicuy-Yacuy la zona corresponde a las llanuras y penillanuras de la región pampeana y a la llamada en Uruguay como sabana uruguaya originalmente poblada por pastizales y algunos palmares, al norte de la depresión de los ríos Ibicuí y Yacuy/Jacuí se eleva gradualmente una zona elevada o "planalto" que es "recorrida" de este a oeste por la Sierra de Misiones (o Sierra da Fartura, es decir: Sierra de la Abundancia); el planalto o meseta y la sierra estaban hasta hace pocas décadas cubiertas de una nimbosilva en la que predominaba la conífera llamada cury (tal bosque autóctono fue masivamente talado en el siglo XX. Entre las florestas boscosas se encontraban (por interacciones edáficas o de suelo, y de clima) zonas de gramíneas o pastizales llamadas tradicionalmente campos o praderas dado el clima templado o mesotérmico llamadas gramados; casi inmediatamente a la costa del océano Atlántico se encuentran las relativamente bajas aunque muy fértiles cordilleras frontales de la Sierra del Mar que "caen" casi inmediatamente al océano Atlántico y se encuentran cubiertas naturalmente, en una estrecha franja litoral desde las playas costeras hasta las cumbres de la Sierra del Mar, por selvas subtropicales e incluso (en el extremo norte) tropicales. 

Las costas bajas al sur de la falla Ibicuy-Yacuy forman muy extensas lagunas costeras como la laguna Merín y la laguna de los Patos, mientras que las costas casi montañosas al norte de la falla geológica Ibicuy-Yacuy son accidentadas con varias puntas o cabos y, recíprocamente, también abundan las bahías cerradas y las islas, siendo la más conocida la isla de Santa Catarina o de Santa Catalina.

La altitud máxima (1370 m s. n. m.) es la del Morro do Capão Doce, montaña de gran valor ecológico al ser un castillo de aguas donde se condensa la humedad atmosférica y se producen nevadas frecuentemente, aunque tal importante eminencia es poco notoria visualmente, ya que su cima sobresale como un morro (colina rocosa redondeada) de la zona de planalto o meseta en la que se ubica.

Muy importante en la orogenia del Sur son las traps (escalones volcánicos) de Paraná.

## Clima

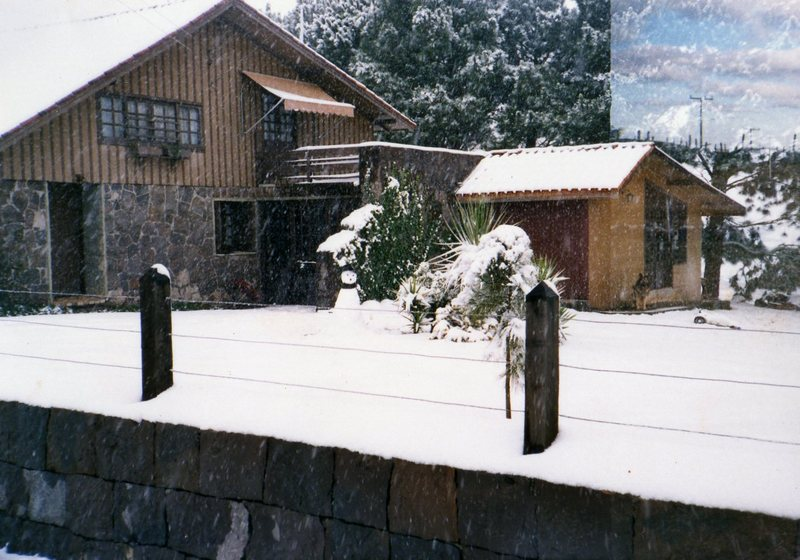
Nieve durante el invierno en São Joaquim, Santa Catarina.

En Brasil, país predominantemente tropical, solamente en la Región Sur predomina el clima templado, relativamente frío entre los meses de junio y septiembre, y con medias anuales que varían entre 12 °C y 20 °C. El invierno suele tener heladas, frentes fríos frecuentes y un poco de nieve en los municipios más elevados.
Las cuatro estaciones del año son bastante diferenciadas y la amplitud térmica anual según las estaciones es bastante alta. Las lluvias, en casi toda la región, se distribuyen con relativa regularidad por todo el año, pero en el norte de Paraná se concentran en los meses de verano.
Es posible encontrar también características tropicales en las zonas bajas del litoral de Paraná y Santa Catarina, donde las medias térmicas son superiores a 20 °C y las lluvias caen principalmente en verano.
Los vientos también afectan las temperaturas. En verano, soplan los vientos de norte, que por ser calientes y húmedos, provocan altas temperaturas, seguidas de fuertes lluvias. En invierno, los frentes fríos, con masas de aire del Polo Sur, son más comunes provocando heladas e incluso nevadas en varios puntos.

## Vegetación

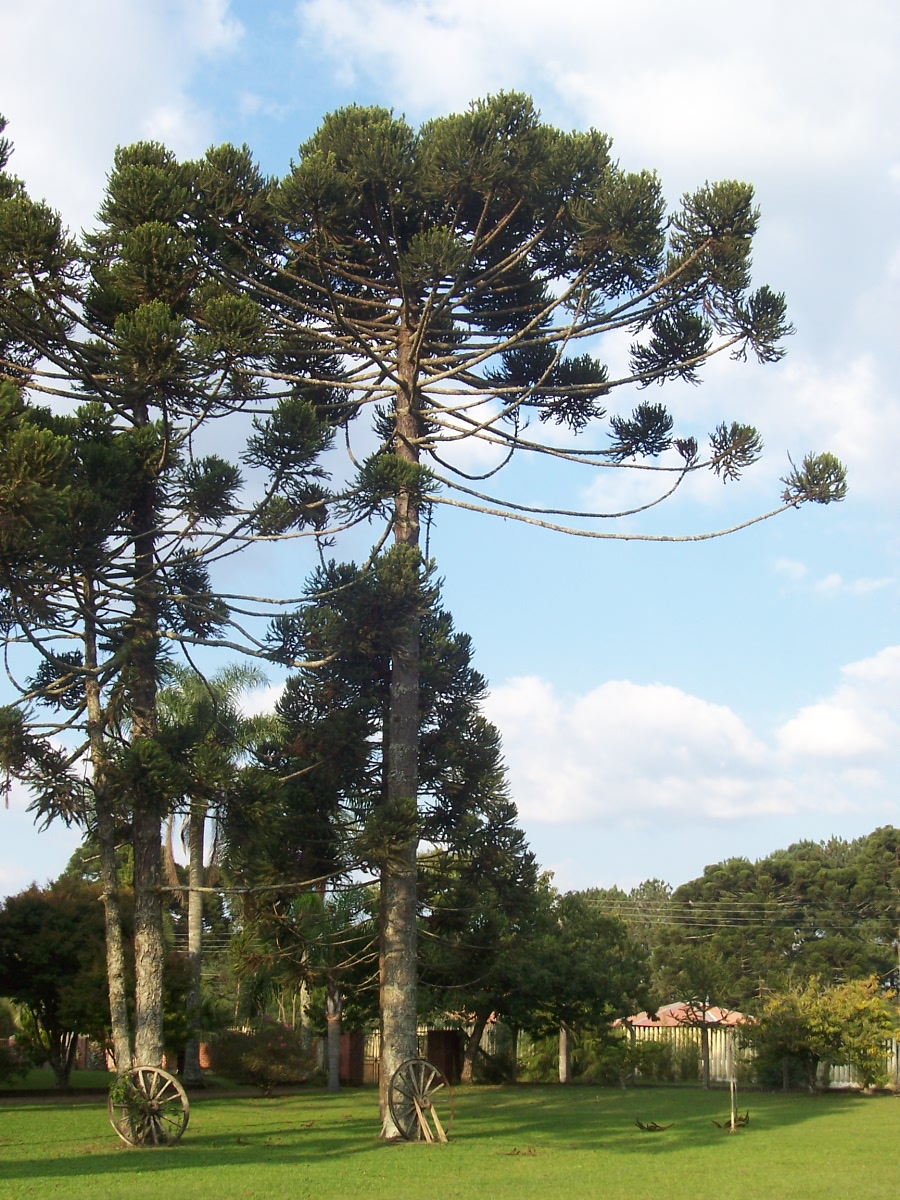
Araucaria angustifolia o pino Paraná.

Cuando muchos geógrafos brasileños se refieren al sur de Brasil, es común que se refieran a la Mata de Araucarias o al Bosque de los Pinares (Floresta dos Pinhais) y a las praderas (o gramados) de la gran Pampa gaucha, dos de las principales formaciones vegetales típicas de la región, aunque no sean las únicas; por ejemplo naturalmente en el estado de Paraná se encuentran zonas de pasturas (campos) rodeadas de bosques de coníferas en el planalto o meseta, dentro de los mismos campos y campiñas y en zonas de gramineas ("gramados) se pueden encontrar montecillos arbóreos aislados llamados capãos.
Actualmente, la Mata de Araucarias está prácticamente destruida. Aparece en las partes más elevadas de las zonas de Paraná y Santa Catarina. La Araucaria angustifolia (pino Paraná) se adapta más fácilmente a las bajas temperaturas, comunes en las partes más altas del relieve, y al suelo de rocas mixtas y granito, que se concentran en el interior de la región.
Muy cerca del litoral hasta la Sierra del Mar aún existen bosques de Mata Atlántica, extenso bosque tropical húmedo que se extendía desde el actual Rio Grande do Norte hasta Río Grande del Sur y para el interior hasta el actual parque nacional Iguazú, en Argentina. Parte de los bosques remanentes ahora está protegida en parques nacionales, como el parque nacional de Superagüi, en el litoral, o el parque nacional do Iguaçu (parque nacional del Iguazú), colindante con el argentino parque nacional Iguazú (ambas secciones constituyen una sola unidad ecológica).

## Hidrografía

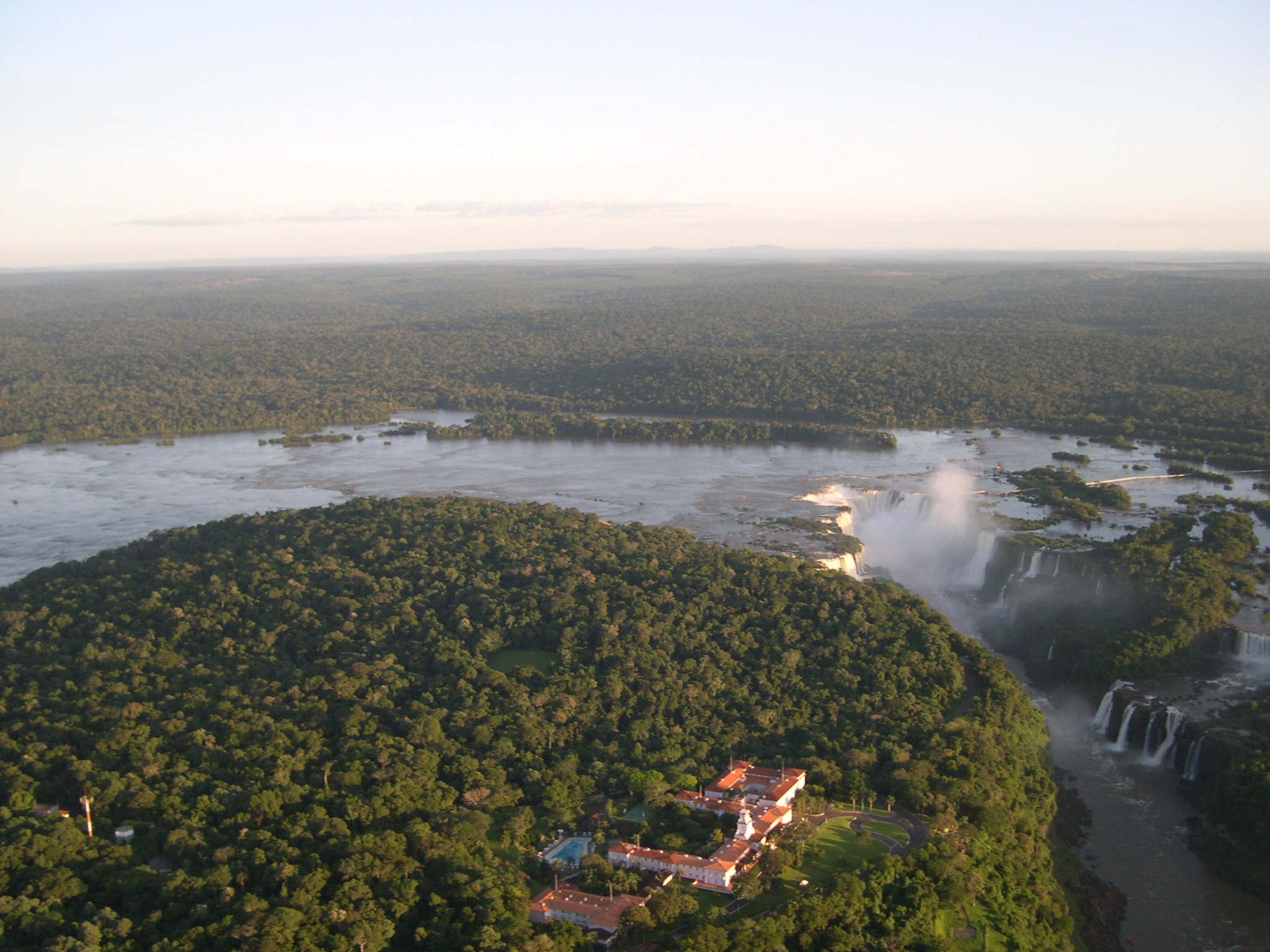
Río Iguazú en la frontera con Argentina, con las cataratas y el Hotel Iguaçu, ubicado en la margen brasileña.

Tanto la Sierra del Mar (Serra do Mar) como la Sierra General (Serra Geral) están situadas próximas del litoral. De esa forma, el relieve de la Región Sur se inclina hacia el interior desde la zona alta costera; y la mayor parte de los ríos sigue tal inclinación (aproximadamente este a oeste) concentrándose en dos grandes cuencas hidrográficas: la del río Paraná y la del río Uruguay, ambas por su parte son subdivisiones de la gran cuenca platense. Los ríos más importantes son caudalosos y poseen gran potencial hidroeléctrico, que ya está siendo explotado en el río Paraná, con la construcción de la planta eléctrica de Itaipú, actualmente la segunda mayor del mundo. Esa explotación permite al Sur y al Sudeste una creciente utilización de energía eléctrica, tanto para consumo doméstico como industrial haciéndose necesaria la continuidad de inversiones en esta área.
Los ríos sureños que corren directamente de oeste a este en dirección al océano Atlántico forman parte de un conjunto de cuencas (bacías) secundarias, conocido como Bacías del Sudeste-Sur. De ellas, la de mayor provecho para hidroelectricidad es la del río Yacuy, en Río Grande del Sur.
Otra muy conocida es la del río Itajaí, en Santa Catarina, que alcanza una región económicamente bastante desarrollada, influenciada básicamente por la colonización alemana.

## Economía

### Agricultura

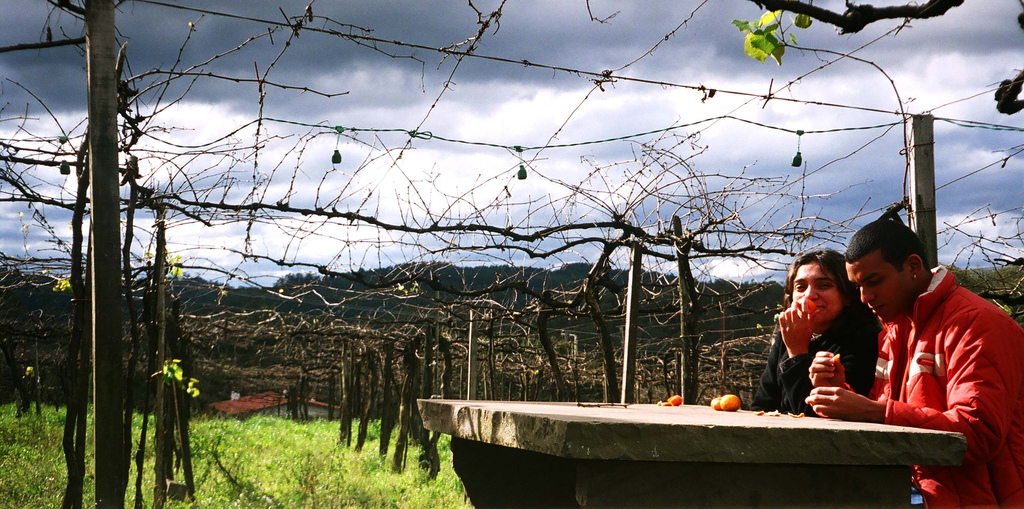
Viñedo en Rio Grande do Sul.

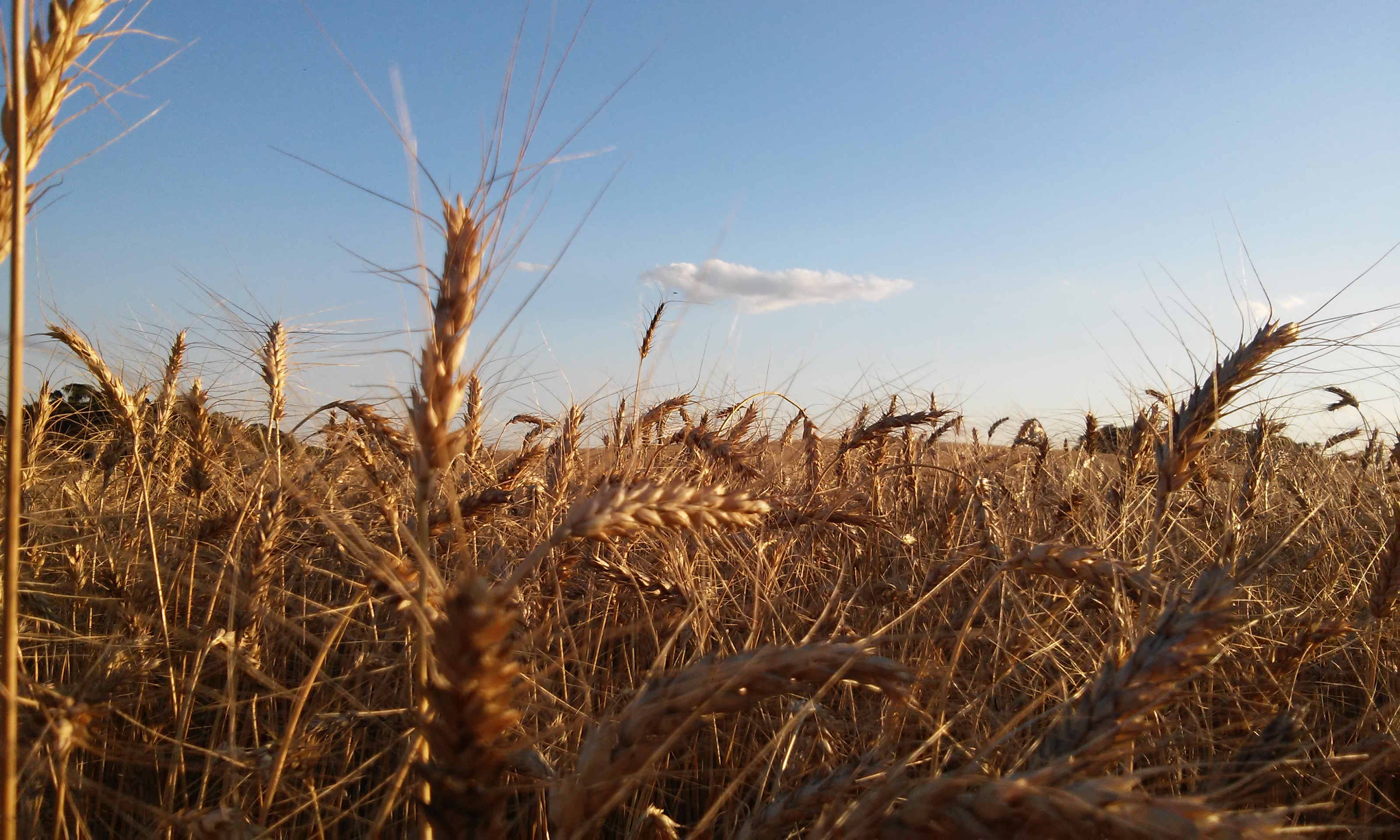
Trigo en Paraná.

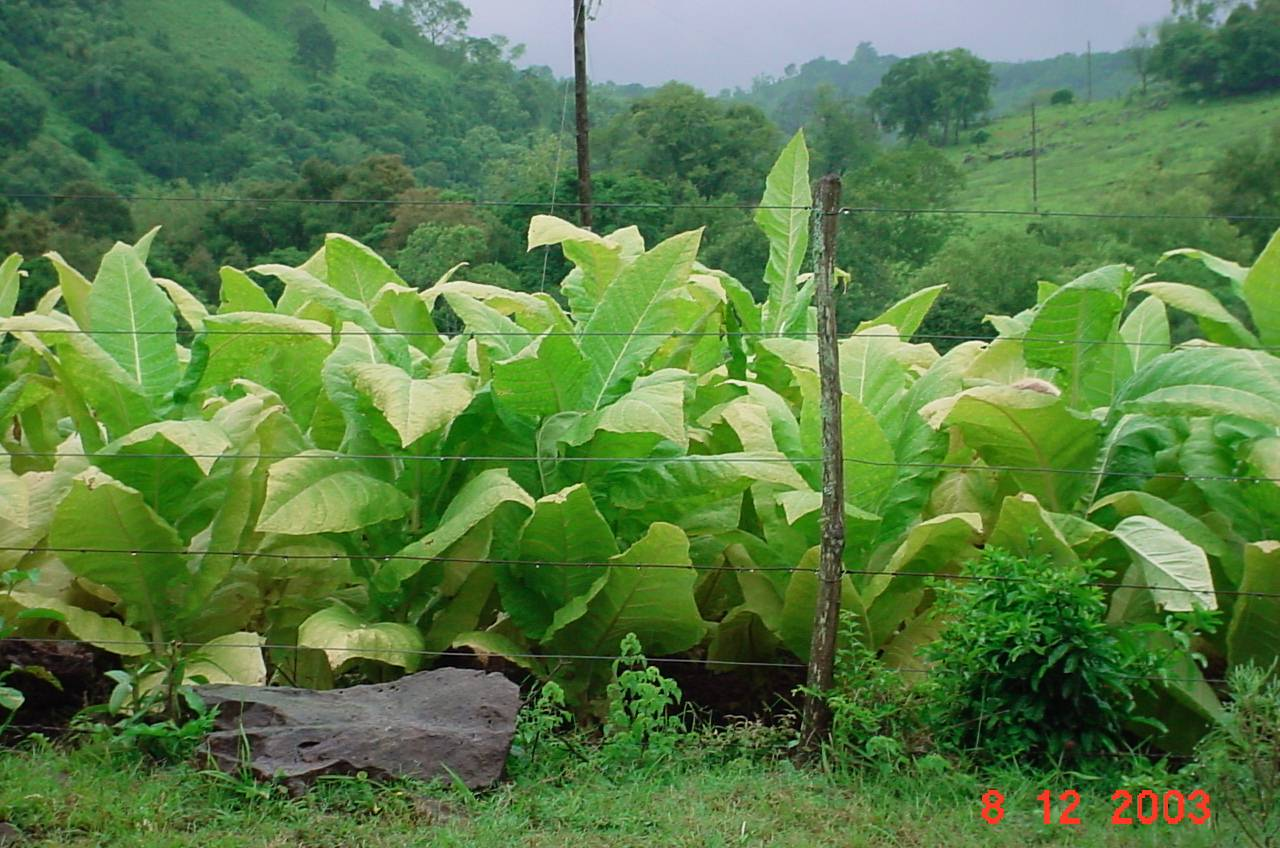
Tabaco en Rio Grande do Sul.

Los principales productos agrícolas cultivados son:
- soja (35 % de la producción del país, que es el mayor productor del mundo);
- maíz (35 % de la producción del país, que es el 3.er productor mundial);
- tabaco (casi toda la producción del país, que es el segundo productor más grande del mundo y el mayor exportador);
- arroz (80 % de la producción del país, que es el noveno productor mundial);
- uva (casi toda la producción del país, que es el undécimo productor más grande del mundo);
- manzana (casi toda la producción del país, que es el decimotercer productor mundial);
- trigo (casi toda la producción del país);
- avena (casi toda la producción del país);
- caña de azúcar (8 % de la producción del país, que es el mayor productor del mundo);
- mandioca (25 % de la producción del país, que es el quinto productor mundial);
- yerba mate (casi toda la producción del país, que es uno de los mayores productores del mundo);
- frijoles (26 % de la producción del país, que es el tercer productor mundial);

además de producir cantidades relevantes de:
- naranja (6 % de la producción del país, que es el mayor productor del mundo);
- mandarina (30 % de la producción del país, que es el sexto productor mundial);
- caqui (20 % de la producción del país, que es el sexto productor mundial);
- cebada, melocotón, higo y cebolla (la mayor parte de la producción del país);
- fresa.[18]

### Ganadería

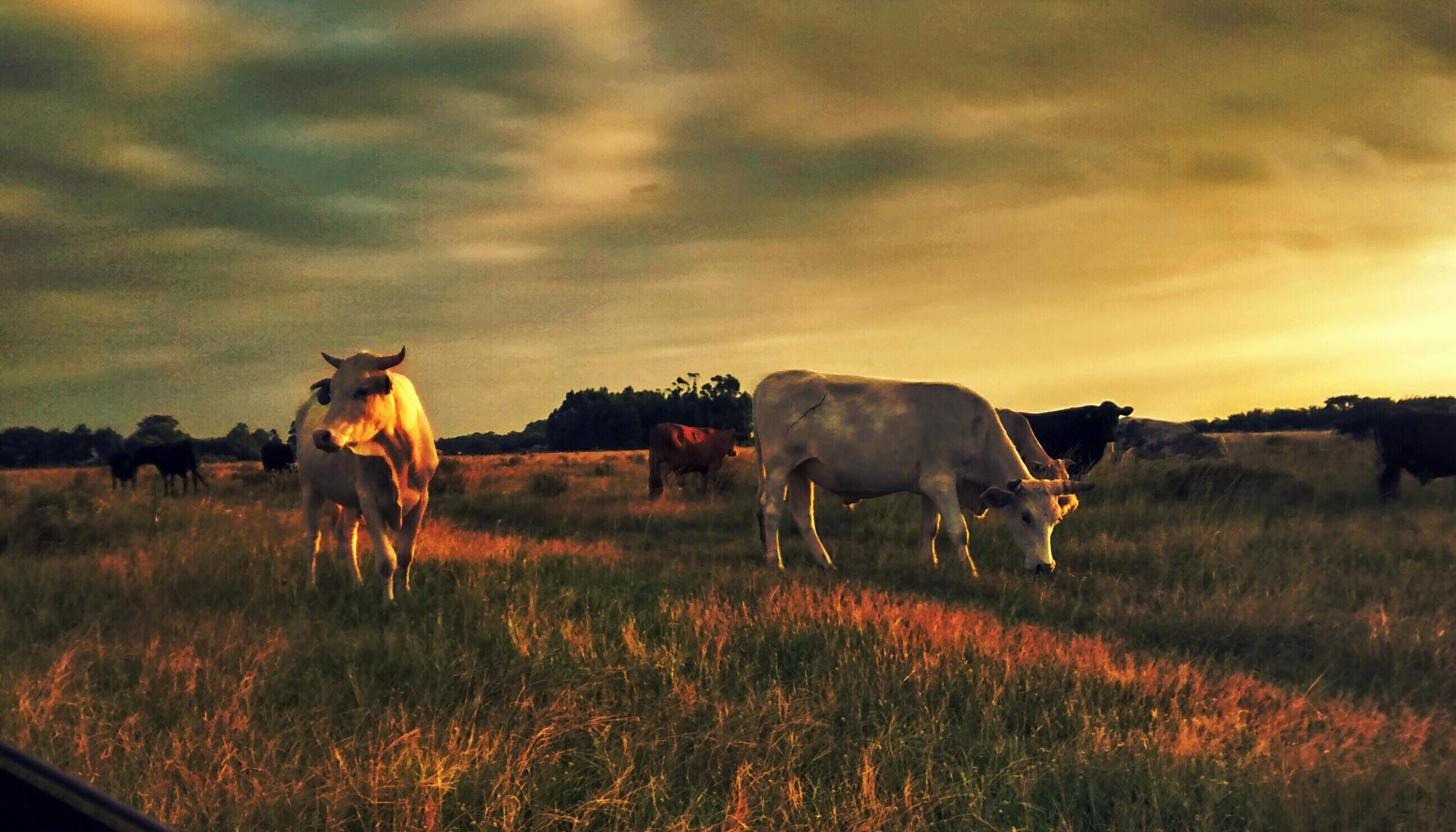
Ganado en Rio Grande do Sul.

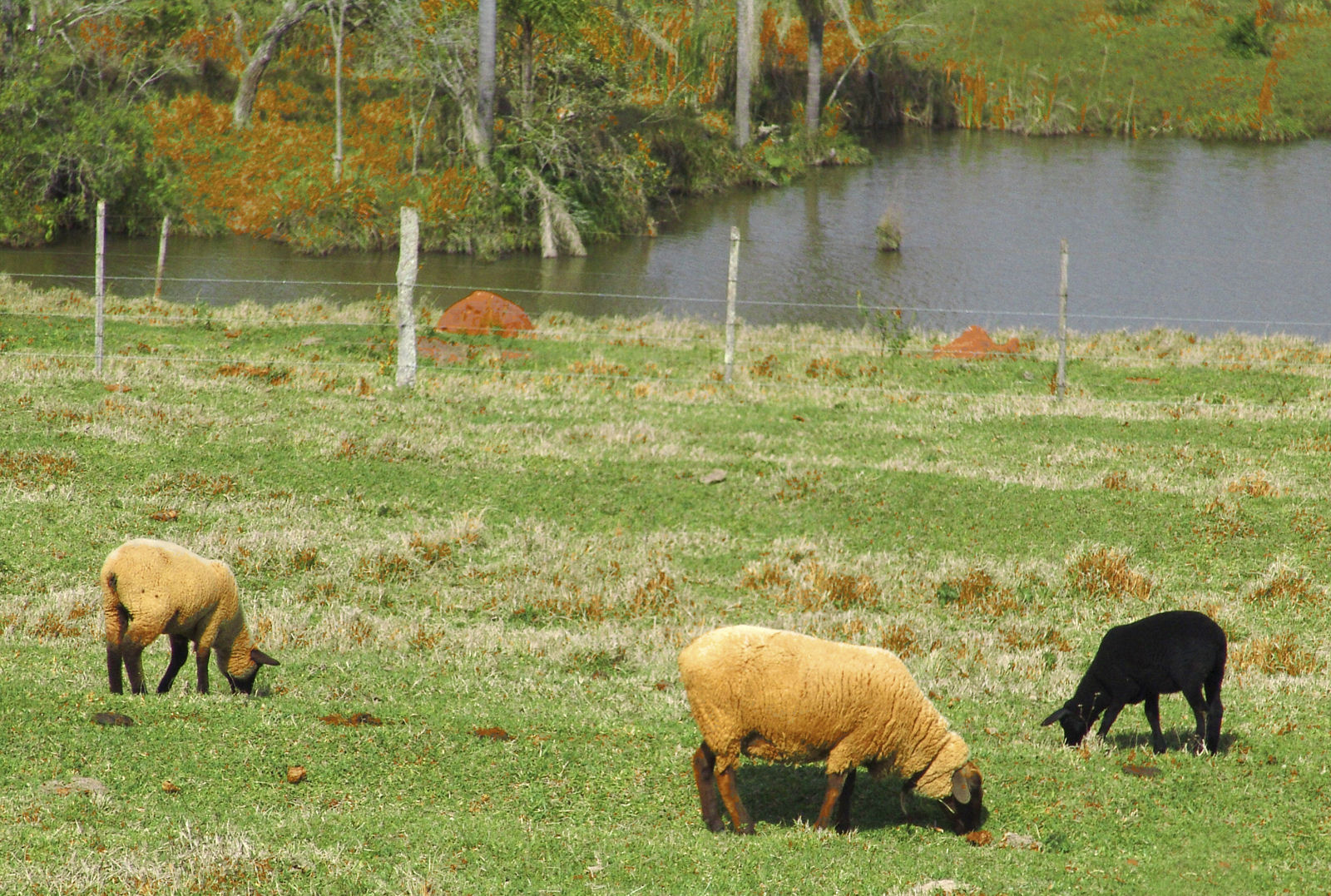
Ovejas en Rio Grande do Sul.

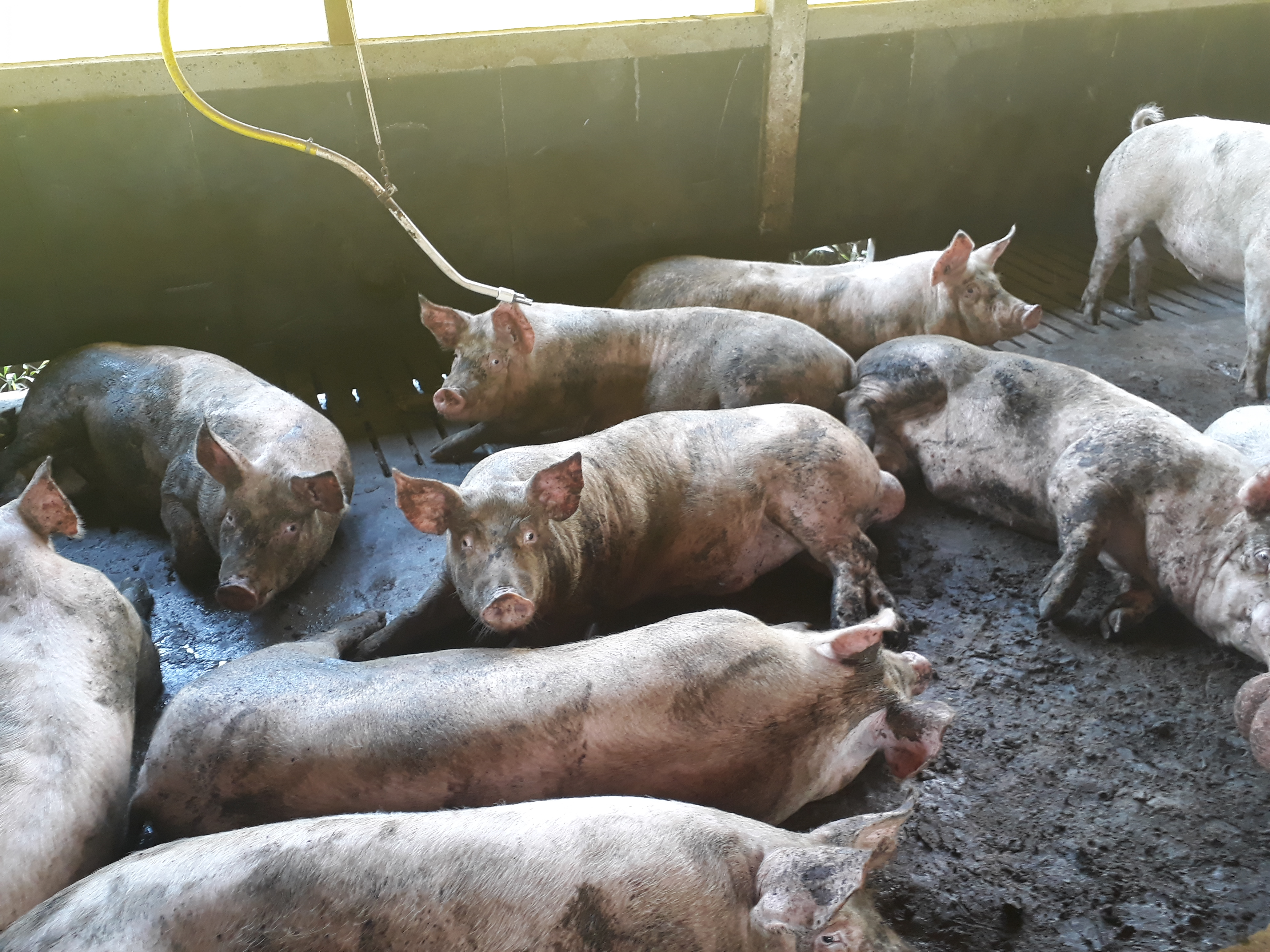
Cría de cerdos, Santa Catarina

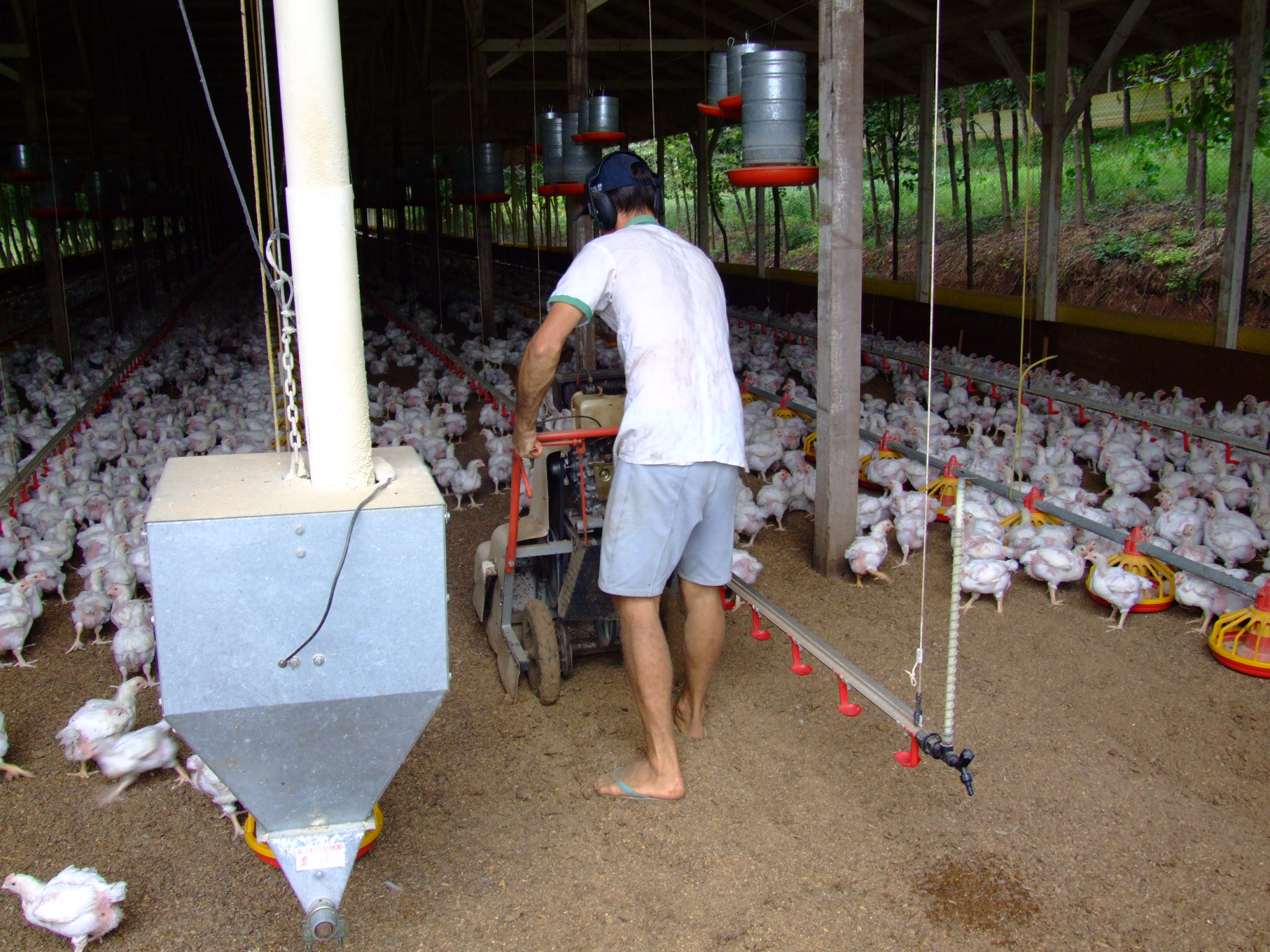
Aves de corral en Santa Catarina

En 2017, la región sur reunió alrededor del 12 % del ganado de Brasil (27 millones de cabezas de ganado).
En la ganadería ovina, en 2017, la Región Sur fue la segunda más grande del país, con 4,2 millones de cabezas. La actividad de esquila de ovinos siguió siendo predominante en el Sur, que es responsable del 99 % de la producción de lana en el país. Rio Grande do Sul continuó siendo el estado con mayor participación nacional, representando el 94,1 % del total. Los municipios de Santana do Livramento, Alegrete y Quaraí lideraron la actividad. Actualmente, la producción de carne se ha convertido en el principal objetivo de la ganadería ovina en el Estado, debido al aumento de los precios pagados al productor que hizo más atractiva y rentable la actividad.
La ganadería intensiva también está muy desarrollada en el Sur, que ocupa el primer lugar en el ranking de producción de leche brasileña. Parte de la leche que se produce en el Sur se beneficia de las industrias lácteas. El Sur tiene el 35,7 % de la producción de leche brasileña, compitiendo con el Sudeste (que fue el mayor productor hasta 2014), que tiene el 34,2 %. El sureste tiene el mayor rebaño de vacas ordeñadas: 30,4 % del total de 17,1 millones existentes en Brasil. La mayor productividad, sin embargo, es la de la Región Sur, con un promedio de 3.284 litros por vaca por año, por lo que lidera el ranking de producción de leche desde 2015. El municipio de Castro, en Paraná, fue el mayor productor en 2017, con 264 millones de litros de leche. Paraná ya es el segundo mayor productor nacional con 4,7 mil millones de litros, solo superado por Minas Gerais.
En porcino, los 3 estados del sur son los mayores productores del país. Santa Catarina es el mayor productor de Brasil. El Estado es responsable del 28,38 % del sacrificio del país y del 40,28 % de las exportaciones de carne de cerdo brasileña. Paraná, por su parte, tiene un plantel de cría de 667 mil viviendas habitadas, con un rebaño representativo del 17,85 % del total brasileño. Paraná ocupa la segunda posición en el ranking productivo del país, con 21,01 %, y el tercer lugar entre los estados exportadores, con 14,22 %. En tercer lugar en Brasil se encuentra Rio Grande do Sul, con casi el 15 % de participación.
La avicultura (avicultura) es fuerte en el Sur. En 2018, la región Sur, con énfasis en la creación de pollos para el sacrificio, fue responsable de casi la mitad del total brasileño (46,9 %). Paraná solo representó el 26,2 %. Paraná ocupa el liderazgo brasileño en el ranking de estados productores y exportadores de pollo. Rio Grande do Sul ocupa el tercer lugar en la producción nacional, con un 11 %.
En producción de huevos, la Región Sur es la segunda más grande de Brasil, con el 24,1 % de la producción del país. Paraná ocupa el segundo lugar en el ranking brasileño, con el 9,6 % de la participación nacional.
En piscicultura, el oeste de Paraná, en municipios cercanos a Toledo y Cascavel, se ha convertido en la región pesquera más grande del país, con la tilapia como principal especie cultivada. El occidente representa el 69 % de toda la producción de Paraná, el mayor productor nacional, con 112 mil toneladas. De esta cantidad, el 91 % se refiere a la cría de tilapia.
La región Sur fue el principal productor de miel del país en 2017, representando el 39,7 % del total nacional. Rio Grande do Sul fue el primero con 15.2 %, Paraná en segundo lugar con 14.3 %, Santa Catarina en quinto lugar con 10.2 %.

### Minería

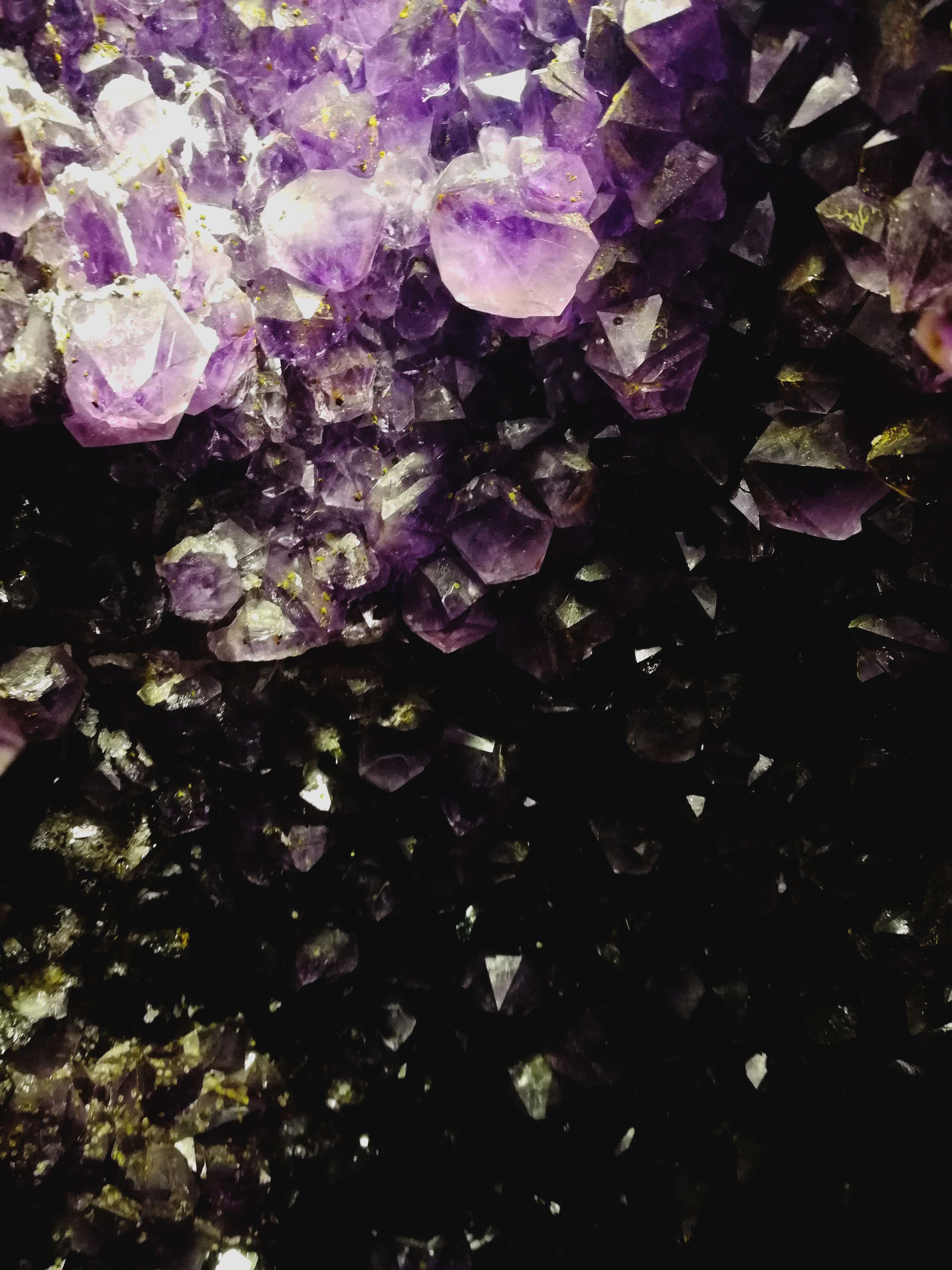
Mina de amatista en Ametista do Sul, en Rio Grande do Sul.

Santa Catarina es el mayor productor de carbón en Brasil, principalmente en la ciudad de Criciúma y sus alrededores. La producción de carbón mineral crudo en Brasil fue de 13,6 millones de toneladas en 2007. Santa Catarina produjo 8,7 Mt (millones de toneladas); Rio Grande do Sul, 4.5 Mt; y Paraná, 0.4 Mt. A pesar de la extracción de carbón mineral en Brasil, el país aún necesita importar alrededor del 50 % del carbón consumido, ya que el carbón producido en el país es de baja calidad, ya que tiene una menor concentración de carbono. Entre los países que suministran carbón mineral a Brasil se encuentran Sudáfrica, Estados Unidos y Australia. El carbón mineral en Brasil suministra, en particular, plantas termoeléctricas que consumen alrededor del 85 % de la producción. La industria del cemento en el país, por otro lado, se abastece con aproximadamente el 6 % de este carbón, dejando un 4 % para la producción de papel de celulosa y solo un 5 % en las industrias de alimentos, cerámica y granos. Brasil tiene reservas de turba, lignito y carbón duro. El carbón totaliza 32 mil millones de toneladas de reservas y se encuentra principalmente en Rio Grande do Sul (8925 % del total), seguido de Santa Catarina (10.41 %). El depósito Candiota (RS) solo tiene el 38 % de todo el carbón nacional. Como es un carbón de calidad inferior, se usa solo en la generación de energía termoeléctrica y en el sitio del depósito. La crisis del petróleo en la década de 1970 llevó al gobierno brasileño a crear el Plan de Movilización de Energía, con una intensa investigación para descubrir nuevas reservas de carbón. El Servicio Geológico de Brasil, a través de trabajos realizados en Rio Grande do Sul y Santa Catarina, aumentó en gran medida las reservas de carbón previamente conocidas, entre 1970 y 1986 (principalmente entre 1978 y 1983). Luego se descubrió carbón de buena calidad, adecuado para su uso en metalurgia y en grandes volúmenes (siete mil millones de toneladas), en varios depósitos en Rio Grande do Sul (Morungava, Chico Lomã, Santa Teresinha), pero a profundidades relativamente grandes (hasta 1200 m), lo que ha impedido su uso hasta ahora. En 2011, el carbón representaba solo el 5.6 % de la energía consumida en Brasil, pero es una fuente estratégica importante, que se puede activar cuando, por ejemplo, los niveles de agua de las represas son muy bajos, lo que reduce el suministro excesivo de energía hidroeléctrica. Sucedió en 2013, cuando varias plantas termoeléctricas se cerraron, manteniendo así el suministro necesario, aunque a un costo mayor.
Paraná es el mayor productor de esquisto bituminoso en Brasil. En la ciudad de São Mateus do Sul, hay una planta Petrobras especializada en la producción del material. Aproximadamente, se procesan diariamente 7,800 toneladas.
Rio Grande do Sul es un importante productor de piedras preciosas. Brasil es el mayor productor mundial de amatista y ágata, y Rio Grande do Sul es el mayor productor del país. Agate tiene extracción local desde 1830. El mayor productor de amatista en Brasil es la ciudad de Ametista do Sul. Esta piedra era muy rara y costosa en todo el mundo, hasta el descubrimiento de grandes depósitos en Brasil, lo que provocó una caída considerable de su valor.

### Industria

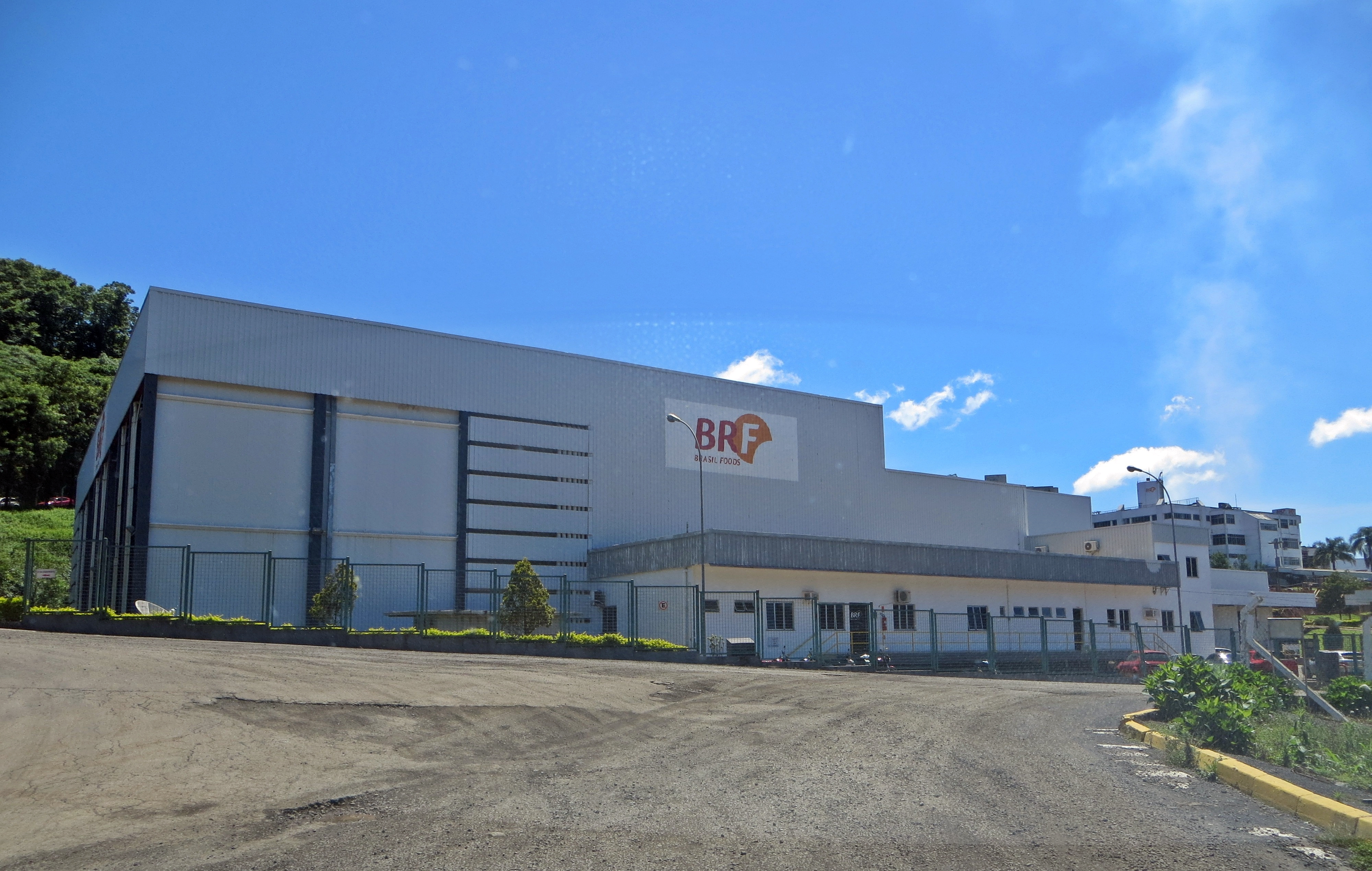
Fábrica de carne BRF en Santa Catarina.

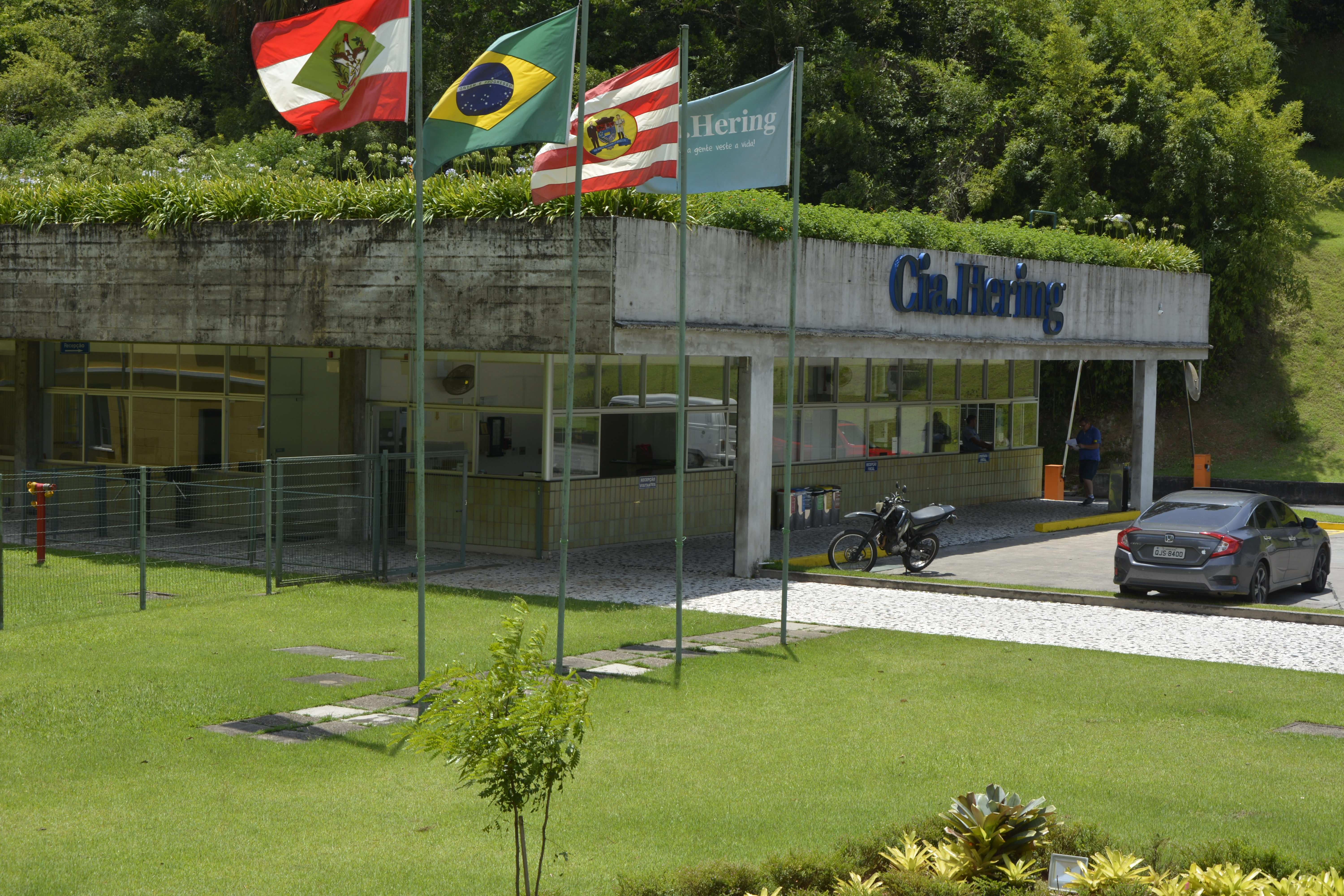
Industria textil Hering en Santa Catarina.

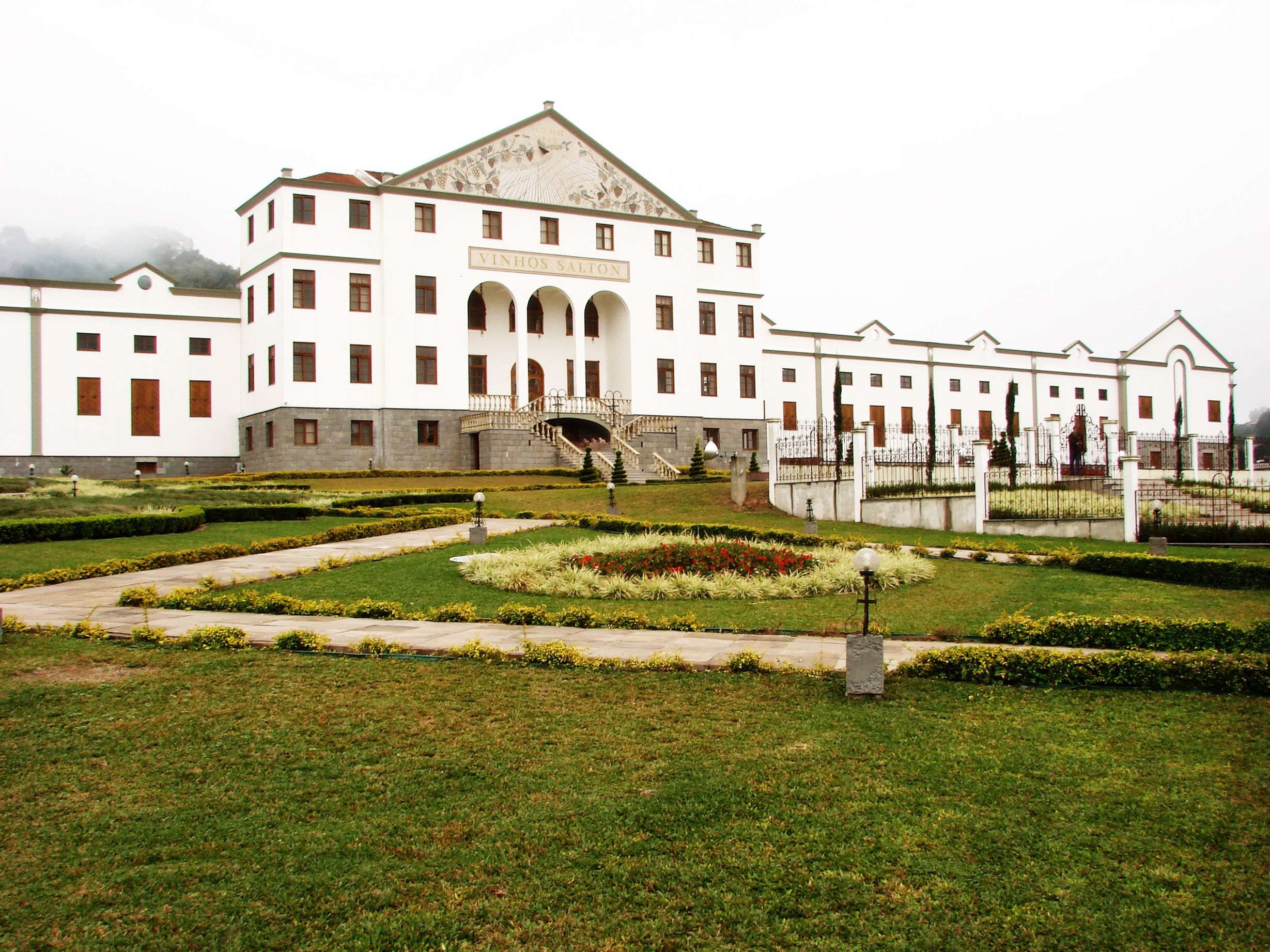
Bodega Salton en Rio Grande do Sul

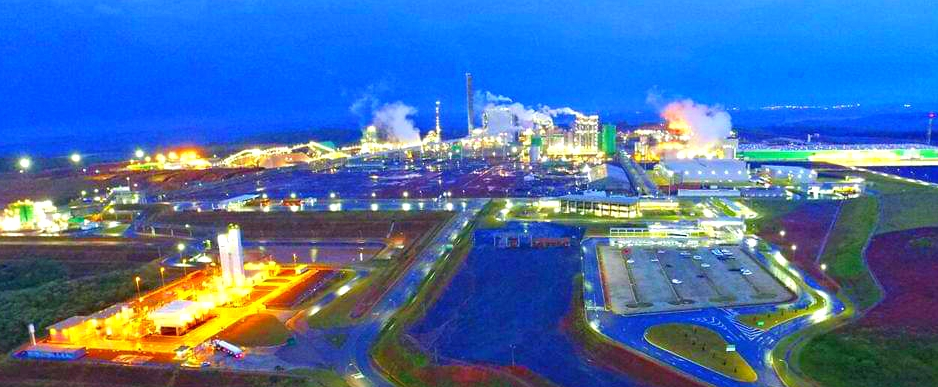
Fábrica de celulosa y papel Klabin en Paraná

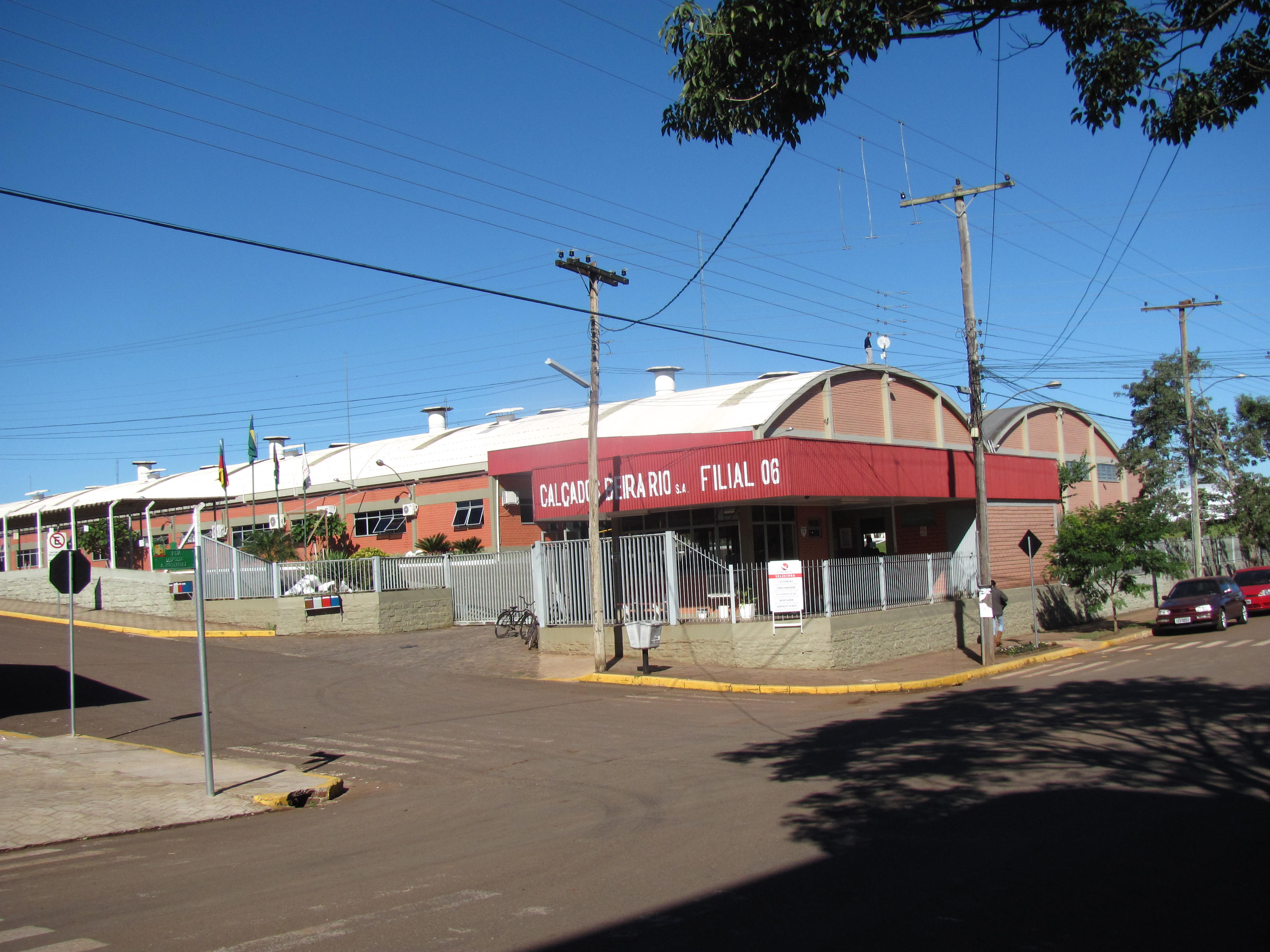
Fábrica de zapatos Beira Rio, Rio Grande do Sul

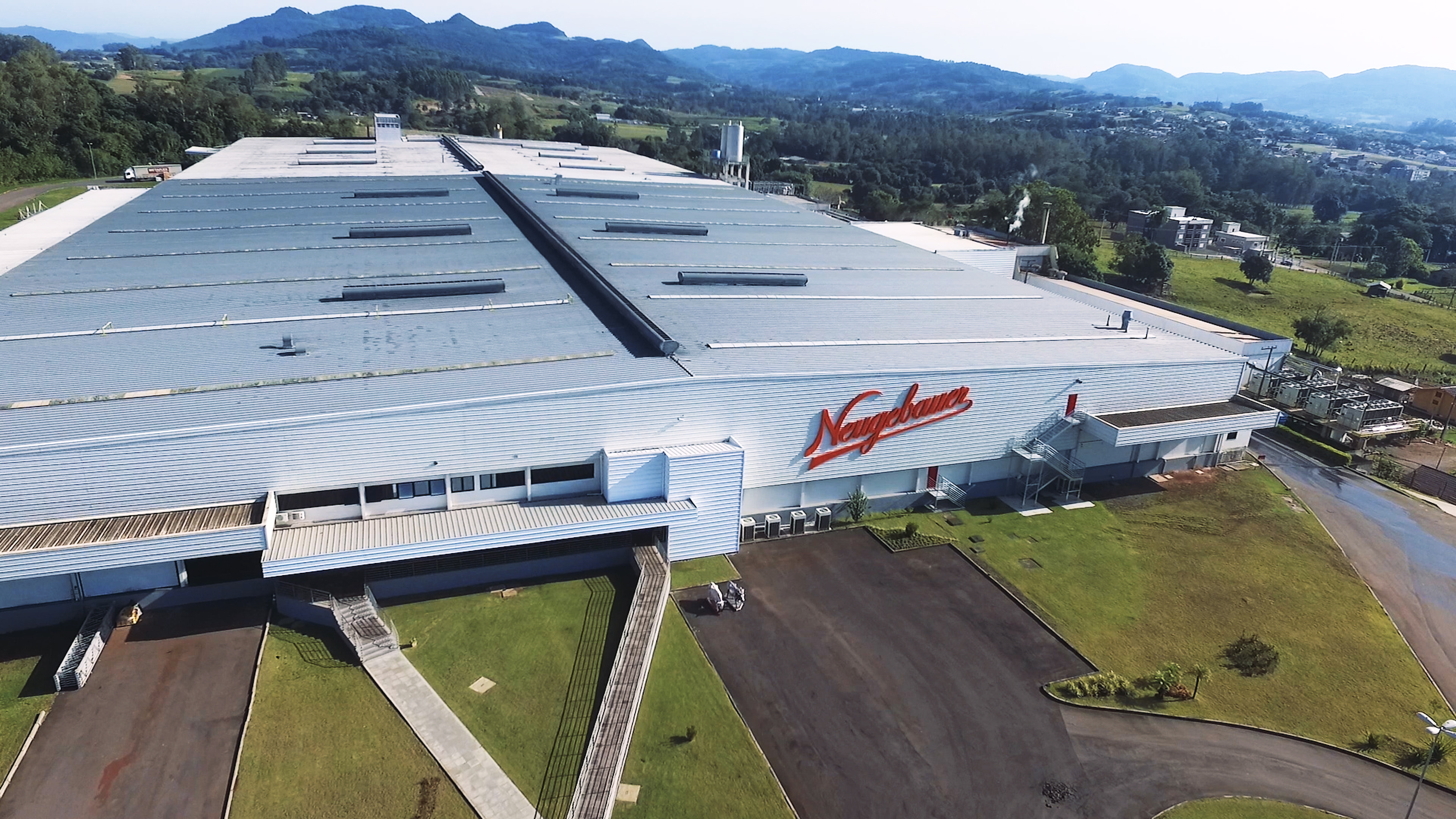
Fábrica de chocolate Neugebauer, Rio Grande do Sul

La región concentra el 20 % del PIB industrial del país.
En 2019, Paraná fue el segundo productor de vehículos más grande del país (Brasil es uno de los 10 productores de vehículos más grandes del mundo). Paraná tiene en su territorio las fábricas de Volkswagen, Renault, Audi, Volvo y DAF; Santa Catarina tiene plantas de GM y BMW y Rio Grande do Sul, una planta de GM.
En la industria alimentaria, Brasil fue el segundo mayor exportador de alimentos procesados del mundo en 2019, con un valor de 34,1 mil millones de USD en exportaciones. En cuanto a la creación de empresas nacionales o multinacionales, Rio Grande do Sul creó empresas como Neugebauer, Camil Alimentos, Fruki, Cervejaria Polar, Vinícola Aurora y Vinícola Salton. Santa Catarina creó empresas como Sadia y Perdigão (que luego se fusionaron en BRF), Seara Alimentos (que hoy pertenece a JBS), Aurora, Gomes da Costa, Cervejaria Eisenbahn y Hemmer Alimentos. Paraná creó empresas como: Frimesa, C.Vale, Nutrimental, Copacol, Coopavel y Matte Leão.
En la industria del calzado, en 2019 Brasil produjo 972 millones de pares, siendo el cuarto productor más grande del mundo, detrás de China, India y Vietnam, y ocupa el puesto 11 entre los mayores exportadores. El estado brasileño que más exporta el producto es Rio Grande do Sul: en 2019 exportó 448,35 millones de USD. La mayor parte del producto se destina a Estados Unidos, Argentina y Francia. Santa Catarina también tiene un centro de producción de calzado en São João Batista.
En la industria textil, Brasil, a pesar de estar entre los 5 mayores productores del mundo en 2013, y ser representativo en el consumo de textiles y confecciones, tuvo muy poca inserción en el comercio mundial. En 2015, las importaciones brasileñas ocuparon el puesto 25 en el ranking (5.500 millones USD). Y en exportaciones, solo ocupó el puesto 40 en el ranking mundial. La participación de Brasil en el comercio mundial de textiles y prendas de vestir es solo del 0,3 %, debido a la dificultad de competir en precio con los productores de la India y principalmente de China. El Sur tenía el 32,65 % de la producción textil del país. Santa Catarina es el segundo empleador textil y de confección más grande de Brasil. Ocupó el liderazgo nacional en la fabricación de almohadas y es el mayor productor de América Latina y el segundo del mundo en etiquetas tejidas. Es el mayor exportador del país de ropa de tocador / cocina, telas de felpa de algodón y camisas de punto de algodón Algunas de las empresas más famosas de la región son Hering, Malwee, Karsten y Haco.
En la industria electrónica, la facturación de las industrias en Brasil alcanzó R $ 153,0 mil millones en 2019, alrededor del 3 % del PIB nacional. El número de empleados del sector fue de 234.500 personas. Brasil tiene dos grandes polos de producción electrónica, ubicados en Campinas, en el Estado de São Paulo, y en la Zona Franca de Manaus, en el Estado de Amazonas. El país también tiene otros centros más pequeños, uno de los cuales es Curitiba, capital de Paraná. El centro tecnológico de Curitiba cuenta con empresas como Siemens y Positivo Informática. En total, 87 empresas y 16 mil empleados trabajan en Tecnoparque, un área de 127 mil metros cuadrados creada por ley estatal en 2007. Tecnoparque puede crecer hasta 400 mil metros cuadrados y recibir hasta cuatro veces la cantidad de trabajadores que tiene hoy, alcanzando 68 mil personas.
En la industria de los electrodomésticos, las ventas de los denominados equipos de "línea blanca" fueron de 12,9 millones de unidades en 2017. El sector tuvo su pico de ventas en 2012, con 18,9 millones de unidades. Las marcas que más se vendieron fueron Brastemp, Electrolux, Consul y Philips. Consul es originaria de Santa Catarina, se fusionó con São Paulo Brastemp y hoy forma parte de la multinacional Whirlpool Corporation. Otra marca famosa del Sur fue Prosdócimo, fundada en Curitiba, que fue vendida a Electrolux. En el sector de los pequeños electrodomésticos, la empresa Britânia es originaria de Curitiba.
En el sector metalúrgico, el Sur cuenta con una de las empresas más famosas del país, Tramontina, que emplea a más de 8.500 empleados y cuenta con 10 unidades productivas. Otras empresas famosas en el Sur son Marcopolo, fabricante de carrocerías de autobús, que tuvo un valor de mercado de 2,782 mil millones de USD en 2015 y Randon, un grupo de 9 empresas especializadas en soluciones para el transporte, que agrupa a fabricantes de vehículos, autopartes y equipamiento vial - emplea alrededor de 11 000 personas y registró ventas brutas en 2017 de R 4200 millones de USD.
En Santa Catarina, la industria de maquinaria y equipos se destaca en la fabricación de compresores, siendo líder en las exportaciones de este producto entre los estados del país, además de ser un importante productor de equipos forestales. En metalurgia, el estado cuenta con el mayor fabricante nacional de fregaderos, cubas y tanques de acero inoxidable, trofeos y medallas, elementos de fijación (tornillos, tuercas, etc.), tanques encamisados para combustibles, recipientes a presión industriales y de conexiones de hierro maleable. Es líder mundial en bloques de motor y cabezales de hierro, siendo el mayor exportador de Brasil de este producto.
En el sector de celulosa y papel, la producción brasileña de celulosa fue de 19.691 millones de toneladas en 2019. El país exportó 7.480 millones de USD en celulosa este año, 3.250 millones de USD solo a China. Las exportaciones de la industria forestal brasileña totalizaron US 9,7 mil millones de USD (7,48 mil millones en celulosa, 2 mil millones en papel y 265 millones en paneles de madera). La producción de papel fue de 10.535 millones de toneladas en 2019. El país exportó 2.163 millones de toneladas. En 2016, la industria de papel y celulosa en el sur del país representó el 33 % del total nacional. Ese año, Paraná fue líder nacional en la producción de madera en rollo (principalmente eucalipto) para la industria del papel y celulosa (15,9 millones de m³); Brasil fue el segundo país que más celulosa produjo en el mundo y el octavo en la producción de papel. La ciudad que más produjo estas maderas en Brasil fue Telêmaco Borba (PR), y la quinta más grande fue Ortigueira (PR).
También cabe destacar:
- Industria de cristales finos y software, con sede propia en Blumenau;
- Industrias del mueble repartidas por toda la región.

## Turismo

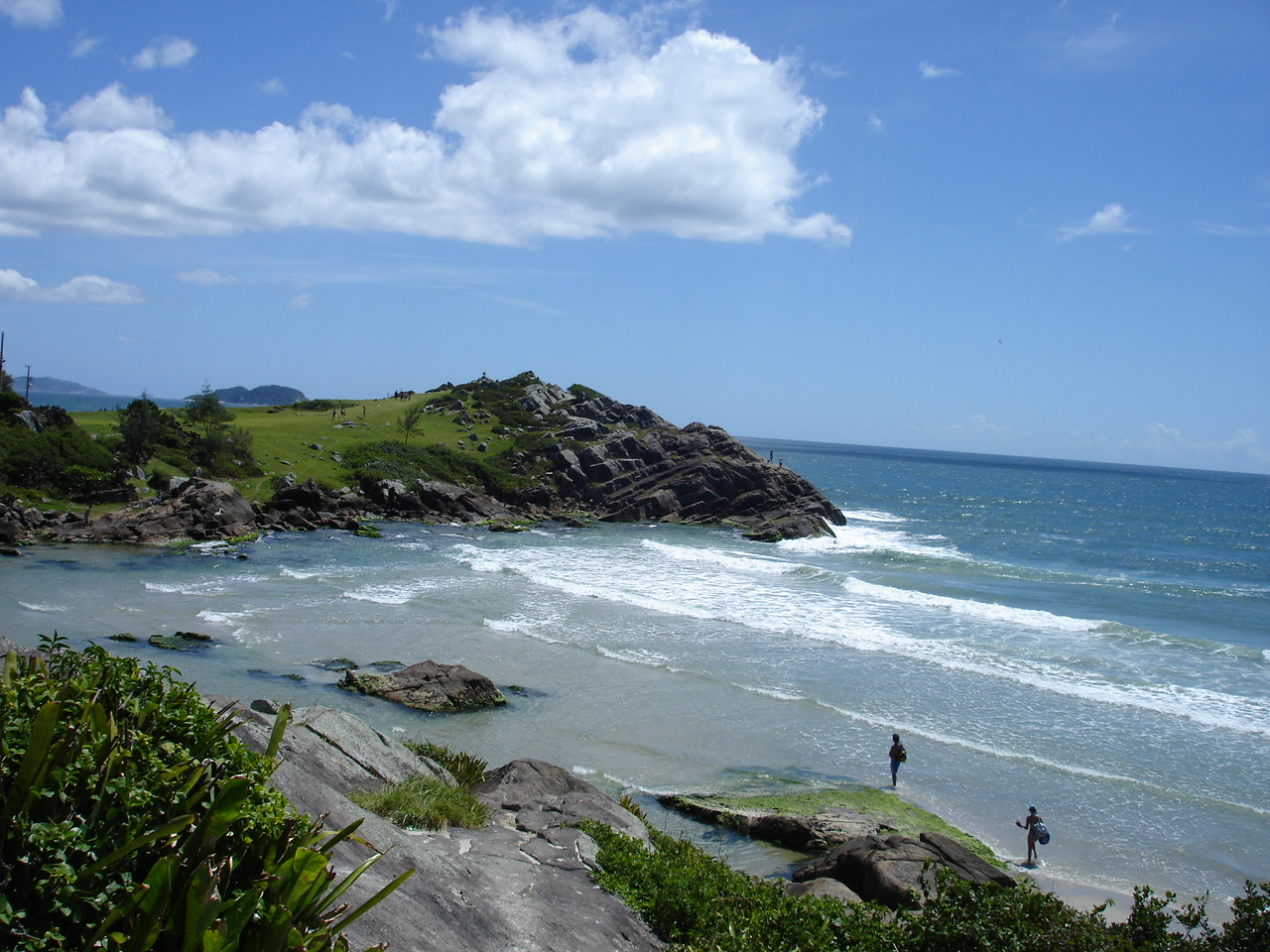
Playa de Matadeiro, al sur de Florianópolis.

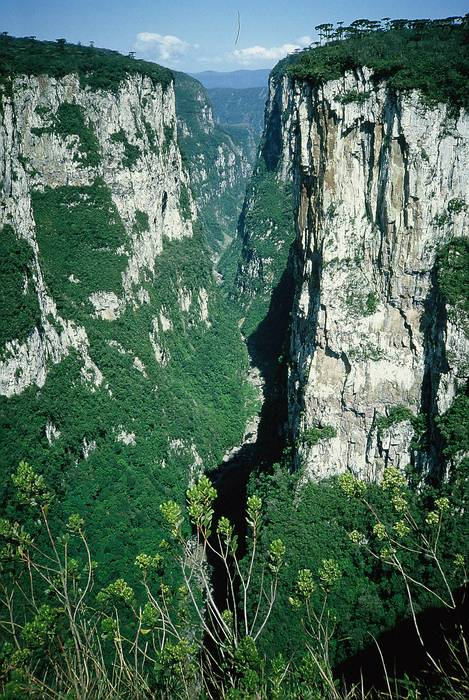
Cañón Itaimbezinho, en el parque nacional de Aparados da Serra.

Durante los días cálidos y asoleados de verano, las playas catarinenses son muy frecuentadas por turistas de todo Brasil y de otros países, especialmente de Argentina. Florianópolis, es una de las ciudades más visitadas. Con el fin de la crisis económica en los países miembros de Mercosur, y con el flujo de parte del movimiento de argentinos, uruguayos y paraguayos volvió a sacarse provecho del turismo veraniego principalmente en las ciudades balnearias tales como Camboriú y Barra Velha.
Son puntos turísticos y patrimonios de la humanidad; las Ruinas Jesuítico-Guaraníes de San Miguel de las Misiones, en Río Grande del Sur y el parque nacional do Iguaçu (parque nacional del Iguazú), en Paraná.
Las sierras de Río Grande del Sur y de Santa Catarina atraen muchos turistas brasileños durante los meses más fríos de invierno, que buscan las temperaturas más bajas y la nieve como ocurre en las ciudades de São Joaquim y Urubici. En Cambará do Sul está el parque nacional de Aparados da Serra, donde se ubica el Cañón Itaimbezinho.

## Estadísticas
| Índice de Desarrollo Humano                                | Índice de Desarrollo Humano | Índice de Desarrollo Humano | Índice de Desarrollo Humano | Índice de Desarrollo Humano |
| Puesto                                                     | Estado brasileño            | Capital                     | IDH 2011                    | Población 2009              |
| ---------------------------------------------------------- | --------------------------- | --------------------------- | --------------------------- | --------------------------- |
| Desarrollo Humano Alto                                     |                             |                             |                             |                             |
| 2.º                                                        | Santa Catarina              | Florianópolis               | 0.889                       | 6.118.743                   |
| 5.º                                                        | Río Grande del Sur          | Porto Alegre                | 0.831                       | 10.914.128                  |
| 7.º                                                        | Paraná                      | Curitiba                    | 0.823                       | 10.686.247                  |
| Fuente: Programa de las Naciones Unidas para el Desarrollo |                             |                             |                             |                             |

| Composición étnica                                     | Composición étnica | Composición étnica | Composición étnica | Composición étnica | Composición étnica |
| Estado brasileño                                       | Blancos            | Amarillos          | Negros             | Pardos             |                    |
| ------------------------------------------------------ | ------------------ | ------------------ | ------------------ | ------------------ | ------------------ |
| Paraná                                                 | 71,3 %             | 1,3 %              | 2,9 %              | 24,5 %             |                    |
| Río Grande del Sur                                     | 81,4 %             | 0,3 %              | 5,0 %              | 13,3 %             |                    |
| Santa Catarina                                         | 85,7 %             | 0,3 %              | 2,2 %              | 11,7 %             |                    |
| Brasil (total del país)                                | 48,2 %             | 0,7 %              | 6,9 %              | 44,2 %             |                    |
| Fuente: Instituto Brasileño de Geografía y Estadística |                    |                    |                    |                    |                    |